# سده هجدهم میلادی
| سده‌ها: | سده ۱۷ - سده ۱۸ - سده ۱۹                          |
| دهه‌ها: | ۱۷۰۰ ۱۷۱۰ ۱۷۲۰ ۱۷۳۰ ۱۷۴۰ ۱۷۵۰ ۱۷۶۰ ۱۷۷۰ ۱۷۸۰ ۱۷۹۰ |

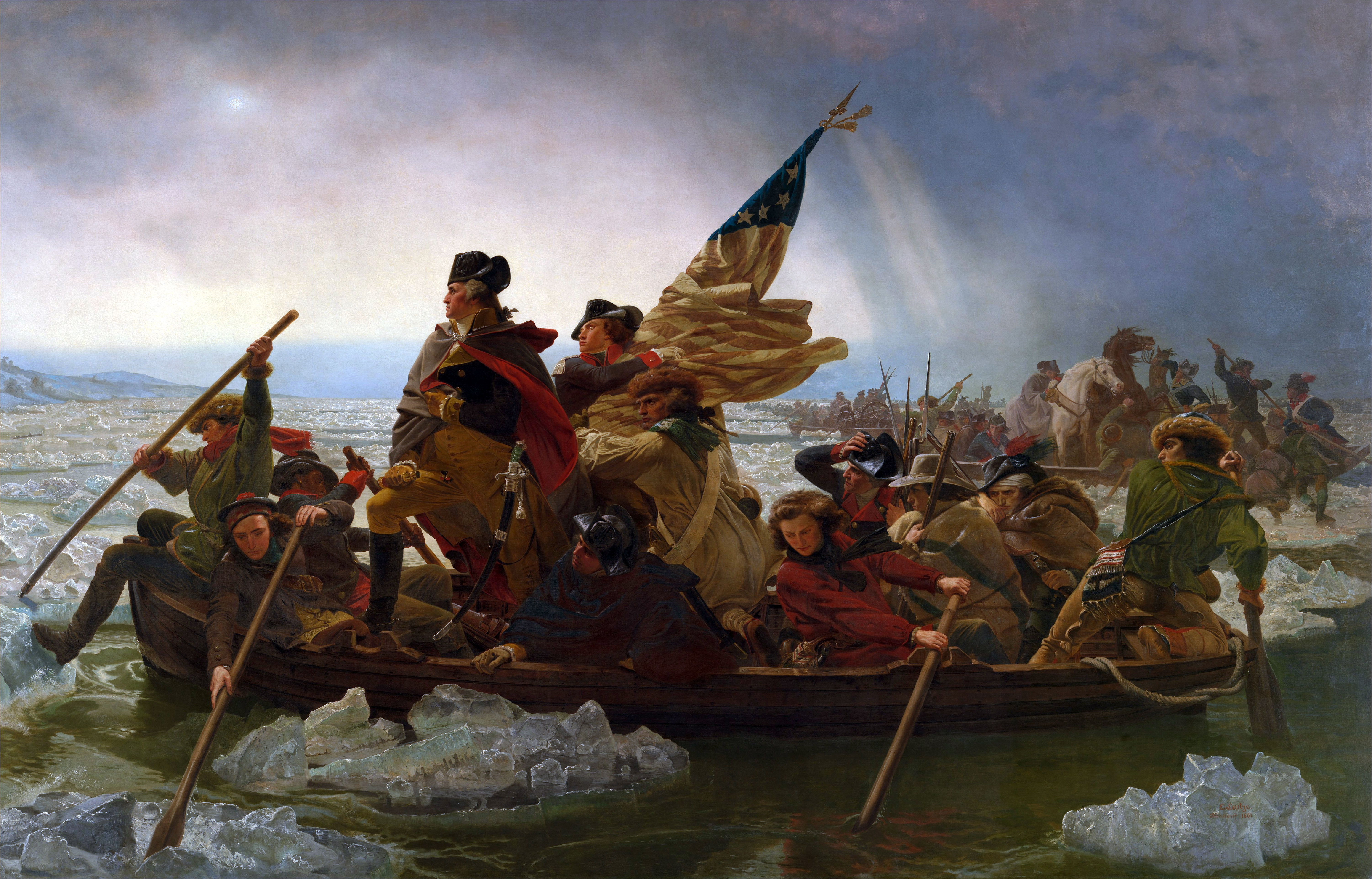
عبور واشینگتن از دلاور در ۲۵ دسامبر ۱۷۷۶ (۵ دی ۱۱۵۵). رخدادی نمادین در طول انقلاب آمریکا

تسخیر زندان باستیل در ۱۴ ژوئیه ۱۷۸۹. رخدادی نمادین در طول انقلاب فرانسه

سدهٔ هجدهم میلادی به فاصلهٔ بین سال‌های ۱۷۰۱ تا ۱۸۰۰ در گاهشماری گریگوری گفته می‌شود.
گاهی مورخان اروپایی، اصطلاح سدهٔ هجدهم میلادی را برای اشاره به دوره‌های دیگری استفاده می‌کنند. برای مثال سده ۱۸ کوتاه به سال‌های بین ۱۷۸۹–۱۷۱۵ یعنی از مرگ لویی چهاردهم فرانسه تا آغاز انقلاب فرانسه گفته می‌شود تا بتوان به دو رویدادی که با هم ارتباط تنگاتنگی دارند اشاره کرد. انقلاب فرانسه با ارائه تعریفی از ملت، آن را به‌طور مستقیم وارد معادلات بین‌المللی کرد.
از سوی دیگر مورخینی هستند که از اصطلاح سده ۱۸ طولانی برای اشاره به دورانی که از انقلاب باشکوه انگلستان در سال ۱۶۸۸ شروع و تا جنگ واترلو در سال ۱۸۱۵ یا حتی کمی بعد از آن طول می‌کشد استفاده می‌کنند.
در طول سده ۱۸ میلادی روشنگری در انقلاب‌های فرانسه، هائیتی و آمریکا به حد اعلای خود رسید. فلسفه و علم با سرعت زیادی پیشرفت کردند.
فیلسوفان، زمانی را تصور می‌کردند که دیگر بنیادگرایی مسیحی وجود نداشته باشد. این رؤیا با وقوع انقلاب فرانسه به واقعیت تبدیل شد اما چیزی نگذشت که دورهٔ وحشت به رهبری ماکسیمیلیان روبسپیر فرا رسید و این آرزو را به چالش کشید. سلاطین اروپایی در آغاز با آغوشی باز به استقبال عصر روشنگری رفتند اما پس از آن که شعله‌های انقلاب فرانسه درگرفت از ترس این که قدرتشان را از دست ندهند به ائتلاف‌های گستردهٔ ضدانقلابی پیوستند.
امپراتوری عثمانی پس از پذیرفتن معاهده کارلویتز، با شیبی آرام به سمت زوال حرکت می‌کرد زیرا نتوانسته بود با پیشرفت‌های اروپایی‌ها در فناوری همگام شود. عصر لاله نماد دورهٔ صلح و رویکرد به اروپا پس از پیروزی در مقابل روسیه جوان در سال ۱۷۱۱ بود. در طول این سده تلاش‌های زیادی برای اصلاحات انجام گرفت که موفقیت‌های محدودی داشتند. همچنین امپراتوری سوئد پس از شکست خوردن از روسیه در جنگ بزرگ شمالی، روند افول خود را آغاز کرد و روسیه به قدرت مطلق حوزه بالتیک تبدیل شد.
سده ۱۸، پایانی بر کار کشور مشترک‌المنافع لهستان - لیتوانی بود. این پادشاهی که زمانی قدرتمند و گسترده بود و می‌توانست مسکو را شکست بدهد و لشکریان عثمانی را مغلوب سازد، تحت حملات متعدد در هم شکست. نظام حکومتی نیمه‌دموکراتیک این کشور آن قدر مؤثر نبود که بتواند از پس قدرت رژیم‌های سلطنتی همسایه نظیر پروس، روسیه و اتریش برآید. این کشورها سرزمین‌های این اتحادیه را بین خود تقسیم کردند و دورنمای سیاسی اروپای مرکزی را برای صد سال آینده دستخوش تغییر قرار دادند.
در آسیا نیز امپراتوری‌های چین و هند رو به افول گذاشتند و در ایران، سلسله صفویه سقوط کرد.
امپراتوری بریتانیا با شکست دادن فرانسه در آمریکا در دهه ۱۷۶۰ و تسلط بر بخش‌های زیادی از هندوستان تبدیل به ابرقدرتی جهانی شد. با این حال بریتانیایی‌ها بخش اعظم مستعمرات خود در شمال آمریکا را در پی انقلاب آمریکا که فعالانه توسط فرانسوی‌ها حمایت می‌شد از دست دادند. با ثبت اختراع موتور بخار در بریتانیا در دهه ۱۷۵۰ انقلاب صنعتی در این کشور آغاز شد. هر چند این انقلاب شروع آرامی داشت اما بعدها تأثیر عظیمی بر جوامع انسانی و محیط زیست گذاشت.

## رویدادها

### دههٔ ۱۷۰۰

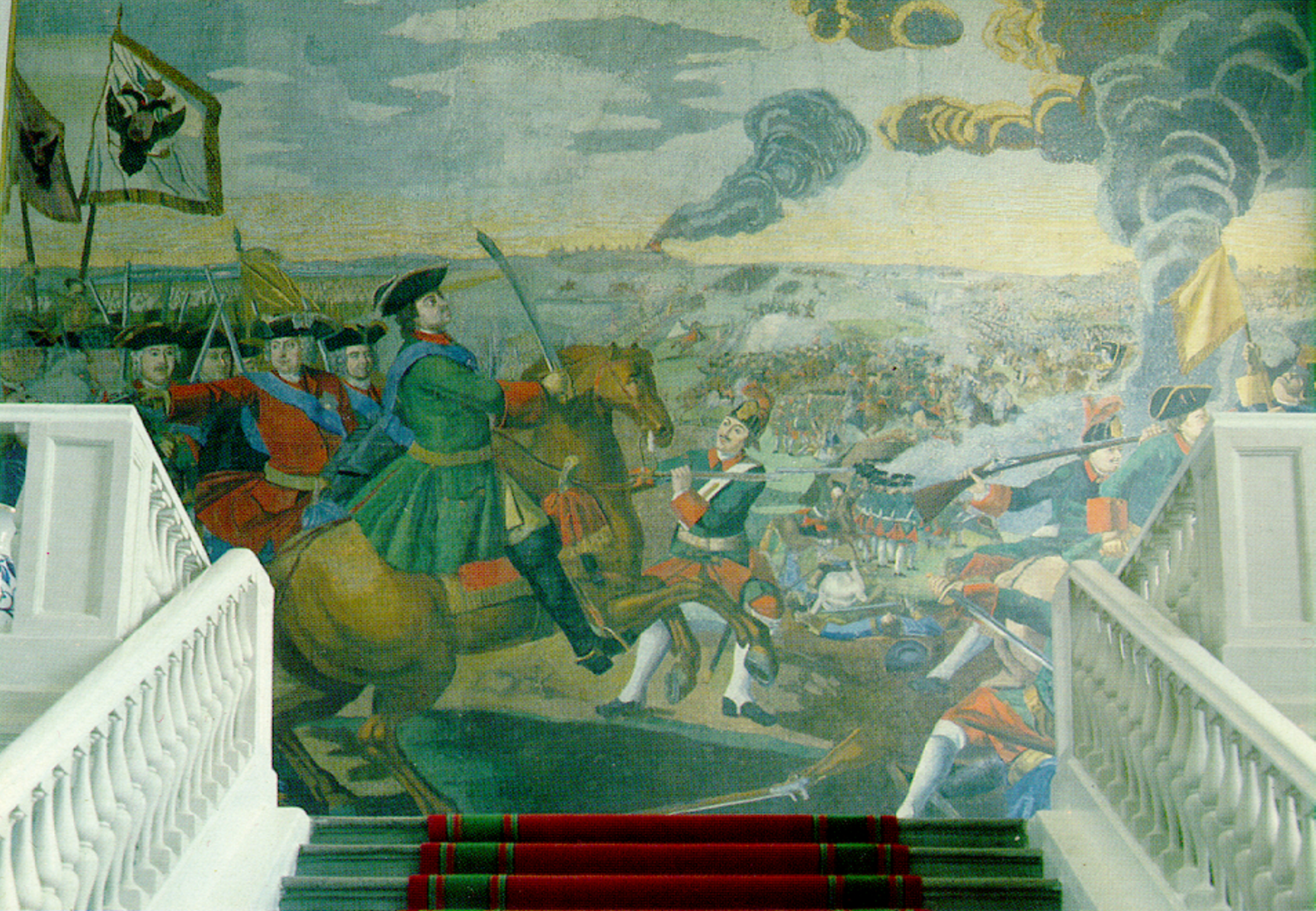
پتر کبیر در جنگ پلتاوا

- ۱۷۰۰ - (۱۰۷۹): زلزله کاسکادیا با نیروی ۹ ریشتر در سواحل شمال غربی آمریکا روی داد. ژاپن دچار سونامی شد.
- ۱۷۰۰-۱۷۲۱: پس از جنگ بزرگ شمالی، روسیه جای سوئد را به عنوان قدرت مطلق بالتیک گرفت.
- ۱۷۰۱-۱۷۱۴: جنگ بر سر سلطنت اسپانیا بسیاری از مناطق اروپا را درگیر خود کرد.
- ۱۷۰۱-۱۷۰۲: برای اولین بار در جهان روزنامه‌های دیلی کورنت و نورویچ پست در انگلستان به صورت روزانه منتشر شدند.
- ۱۷۰۲: در ژاپن ۴۷ رونین به کیرا یوشیناکا حمله کرده و پس از آن به سپوکو دست زدند.
- ۱۷۰۲-۱۷۱۵: شورش کامیسارد در فرانسه.
- ۱۷۰۳: سنت پترزبورگ توسط پتر کبیر ساخته شد و تا سال ۱۹۱۸ پایتخت روسیه بود.
- ۱۷۰۳-۱۷۱۱: قیام راکوکزی علیه سلسله هابسبورگ در مجارستان.
- ۱۷۰۴: پایان دورهٔ گنروکو در ژاپن.
- ۱۷۰۷: لایحهٔ اتحاد اسکاتلند و انگلیس در پارلمان هر دو کشور تصویب شد و پادشاهی متحد بریتانیا تشکیل شد.
- ۱۷۰۷: با مرگ اورنگزیب در این سال امپراتوری گورکانیان رفته رفته به سوی نابودی پیش رفت.
- ۱۷۰۷: فوران کوه فوجی در ژاپن.
- ۱۷۰۷: پایان ۲۷ سال جنگ بین مراتاها و گورکانیان در هند.
- ۱۷۰۸: شرکت متحد بازرگانان انگلستان تجارت‌کننده در هند شرقی از ادغام شرکت بازرگانان لندن تجارت‌کننده در هند شرقی و شرکت انگلیسی تجارت‌کننده در هند شرقی به وجود آمد.
- ۱۷۰۸-۱۷۰۹: قحطی، جان یک سوم اهالی پروس شرقی را گرفت.
- ۱۷۰۹: وقوع سرمای بزرگ در اروپا که در ۵۰۰ سال پیش از آن بی‌نظیر بود.
- ۱۷۰۹: سلسله هوتکیان در افغانستان تأسیس شد.
- ۱۷۰۹: چارلز دوازدهم سوئد پس از شکست خوردن از پتر اول روسیه در جنگ پلتاوا به امپراتوری عثمانی گریخت.

توکوگاوا یوشیمونه، شوگون ژاپن

### دههٔ ۱۷۱۰
- ۱۷۱۰-۱۷۱۱: امپراتوری عثمانی به مصاف روسیه رفت.
- ۱۷۱۳-۱۷۱۴: ملکه تارابای امپراتوری مراتا را در کولهاپور علیه چاتراپی شاهو تأسیس کرد.
- ۱۷۱۴: جلوس جرج اول، الکتور هانوور، بر تخت پادشاهی بریتانیای کبیر.
- ۱۷۱۵: وقوع اولین قیام جاکوبی.
- ۱۷۱۵: لویی چهاردهم فرانسه در حالی مرد که فرانسه وسعت زیادی یافته بود اما بدهی‌های بسیاری داشت.
- ۱۷۱۵: پاپ کلمنت یازدهم کاتولیسیزم و کنفوسیانیسم را ناسازگار اعلام می‌کند.
- ۱۷۱۶: تشکیل ایالات هم‌پیمان سیک‌ها در طول مرز هند و پاکستان.
- ۱۷۱۸: شهر نیواورلئان توسط فرانسوی‌ها در آمریکای شمالی ساخته شد.
- ۱۷۱۸: ادوارد تیچ (مشهور به بلک‌بیرد = توکا) دزد دریایی مشهور، در یکی از خلیج‌های کوچک کارولینای شمالی و در بخش داخلی جزیره اوکراکوک به‌دست رابرت مینارد کشته شد.
- ۱۷۱۸-۱۷۳۰: عصر لاله در امپراتوری عثمانی
- ۱۷۱۹: تلاش اسپانیا برای آغاز دوباره قیام جاکوبی شکست خورد.

### دههٔ ۱۷۲۰

سلسلهٔ صفوی با هجوم افغان‌ها به ایران به پایان رسید.

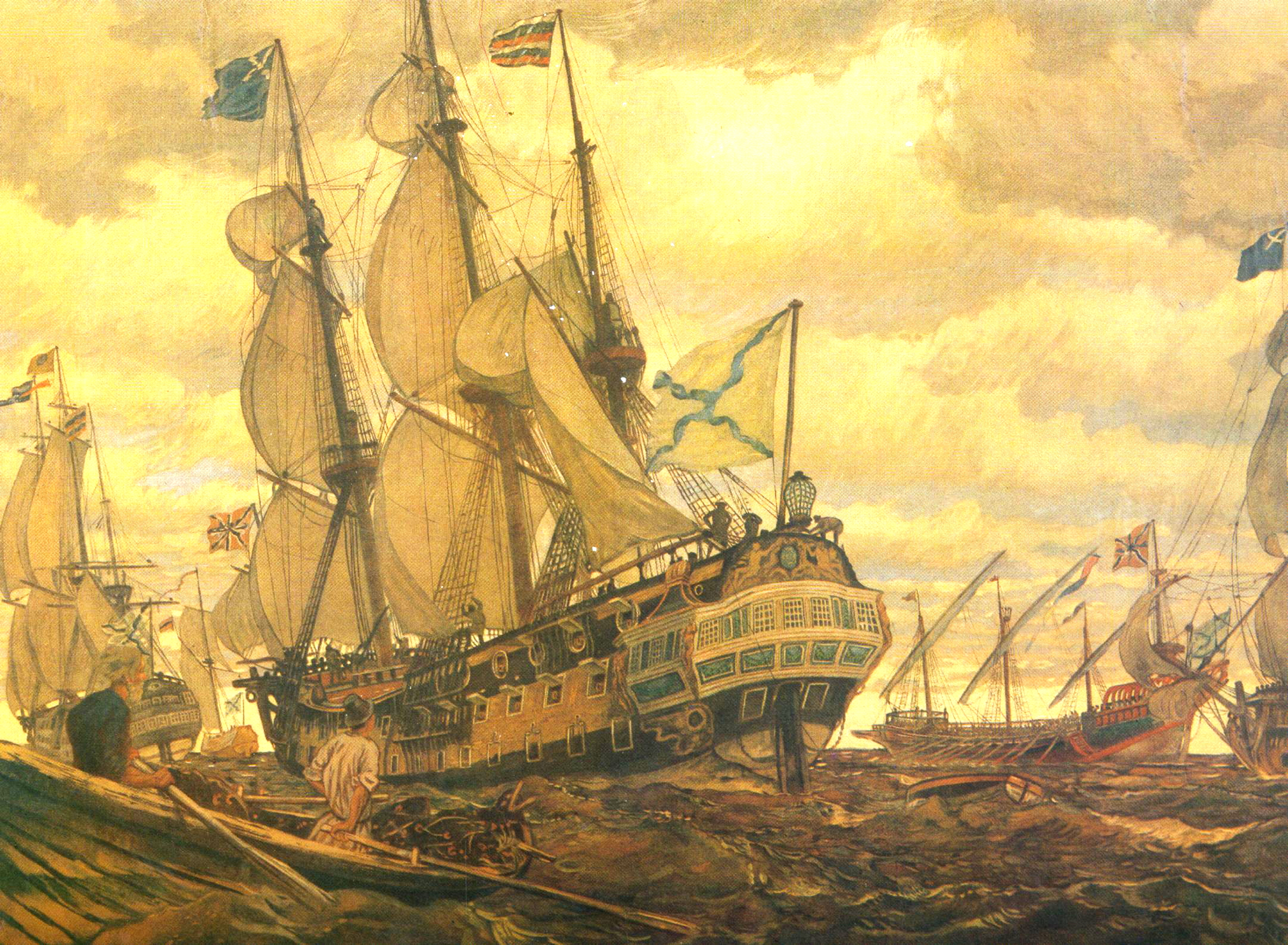
روسیه با حمله به ایران در سال ۱۱۰۱ شهرهای دربند، باکو، شیروان، گیلان، مازندران و استرآباد را اشغال کرد.

- ۱۷۲۰: شرکت دریای جنوب دچار حباب اقتصادی شد.
- ۱۷۲۰: نیروی دریایی اسپانیا اردوکشی ویلاسور را از مکزیک به سوی دشت‌های پهناور آغاز کرد.
- ۱۷۲۰-۱۷۲۱: طاعون گسترده مارسی
- ۱۷۲۱: رابرت والپول به شکل غیررسمی به عنوان اولین نخست‌وزیر بریتانیای کبیر انتخاب شد.
- ۱۷۲۱: با امضای پیمان نیستاد، جنگ بزرگ شمالی به پایان رسید.
- ۱۷۲۱: امپراتور کانگشی به دلیل فتوای پاپ کلمنت یازدهم، از ورود مبلغان کاتولیک جلوگیری کرد.
- ۱۷۲۱: پتر کبیر در کلیسای ارتودوکس روسیه اصلاحات انجام داد.
- ۱۷۲۲: سلسلهٔ صفوی با هجوم افغان‌ها به ایران به پایان رسید.
- ۱۷۲۲: در چین امپراتور کانگشی مرد.
- ۱۷۲۲: بارتولومو رابرتز در نبردی دریایی در سواحل آفریقا کشته شد.
- ۱۷۲۲-۱۷۲۳: جنگ ایران و روسیه
- ۱۷۲۲-۱۷۲۵: مجادله بر سر سکهٔ نیم‌پنی ویلیام وود منجر به نوشته شدن نامه‌های دراپیر شد و سرآغازی گردید برای جنبش استقلال اقتصادی ایرلند از انگلستان.
- ۱۷۲۳: برده‌داری در روسیه ممنوع اعلام شد. پتر کبیر تمام برده‌های خانگی را به رعیت‌های خانه‌زاد تبدیل کرد.
- ۱۷۲۳-۱۷۳۰: «فاجعه بزرگ» - حمله‌ای بر سرزمین‌های قزاق توسط زونگارها.
- ۱۷۲۵: قبایل فولانی کنترل کامل فوتا جالون را به دست گرفتند.
- ۱۷۲۶: دانشنامه بزرگ چینی به نام گوجین توشو جیچنگ که حاوی بیش از ۱۰۰ میلیون حرف چینی در ۸۰۰۰۰۰ صفحه بود در ۶۰ نمونهٔ مختلف توسط چاپ متحرک چینی مبتنی بر مس به چاپ رسید.
- ۱۷۲۷-۱۷۲۹: جنگ انگلستان و اسپانیا
- ۱۷۲۹-۱۷۳۵: چارلز وسلی و جان وسلی متدیسم را در انگلستان آغاز کردند.

### دههٔ ۱۷۳۰

نادر شاه افشار

- ۱۷۳۰: پس از آنکه شورش پاطرونا خلیل باعث اتمام عصر لاله گردید، محمود اول امپراتور عثمانی شد.
- ۱۷۳۰-۱۷۶۰: اولین جنبش بیداری بزرگ در بریتانیای کبیر و آمریکای شمالی رخ داد.
- ۱۷۳۲-۱۷۳۴: تاتارهای کریمه به داخل روسیه وارد شدند.
- ۱۷۳۳-۱۷۳۸: جنگ بر سر سلطنت لهستان
- ۱۷۳۵-۱۷۹۹: امپراتور چیانلانگ در چین شروع به گسترش سرزمین‌هایش کرد.
- ۱۷۳۶ - (۱۱۱۵): نادرشاه افشار به عنوان شاه ایران تاجگذاری کرده و سلسهٔ افشاریان را بنیان نهاد. او تا پایان عمرش (۱۷۴۷) در ایران حکومت کرد.
- ۱۷۳۶ - (۱۱۱۵): نقاشان دربار سلسله چینگ چین، نقاشی کلاسیک پانورامای ژانگ زدوان به نام در کرانهٔ رود هنگام جشن کینگ‌مینگ را دوباره کشیدند.
- ۱۷۳۸-۱۷۵۶): قحطی در طول ساحل - نیمی از جمعیت تیمبوکتو از بین رفتند.
- ۱۷۳۸ - (۱۱۱۷): پاپ کلمنت دوازدهم فتوای رسالت متعالی را صادر کرد و طی آن تمامی کاتولیک‌ها را از پیوستن به گروه‌های فراماسونری منع کرد.
- ۱۷۳۹: نادرشاه گورکانیان هند ‌ را شکست داد و دهلی را تصرف کرد.
- ۱۷۳۹: بریتانیای کبیر و اسپانیا در دریای کارائیب وارد جنگ گوش جنکینز شدند.

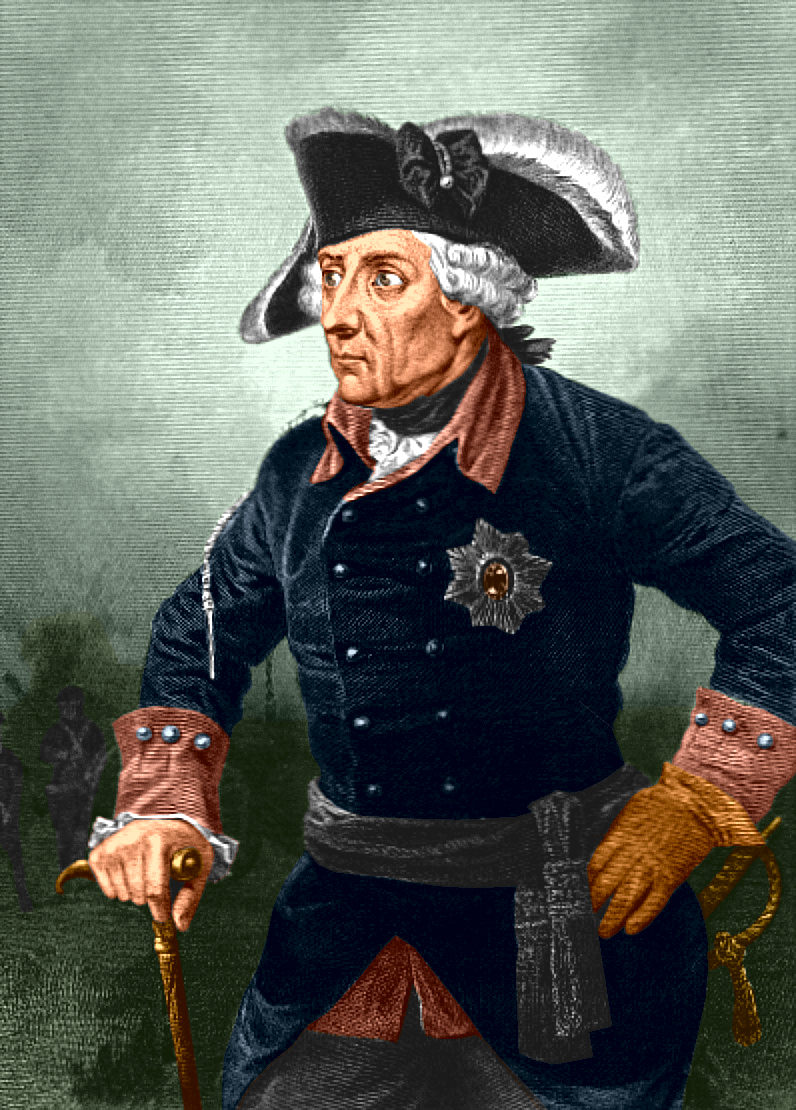
فردریک دوم کبیر، پادشاه پروس

### دههٔ ۱۷۴۰
- ۱۷۴۰: فردریک کبیر در پروس به پادشاهی رسید.
- ۱۷۴۰: بریتانیایی‌ها کوشیدند سنت آگوستین واقع در فلوریدا را تسخیر کنند اما جنگ را به اسپانیایی‌ها باختند.
- ۱۷۴۰-۱۷۴۱: قحطی در ایرلند باعث مرگ ۱۰ درصد از جمعیت شد.
- ۱۷۴۰-۱۷۴۸: جنگ بر سر سلطنت اتریش
- ۱۷۴۱: روس‌ها شروع به اسکان انسان در جزایر آلوتیان کردند.
- ۱۷۴۱: پاپ بندیکت چهاردهم فتوایی علیه برده‌داری صادر کرد.

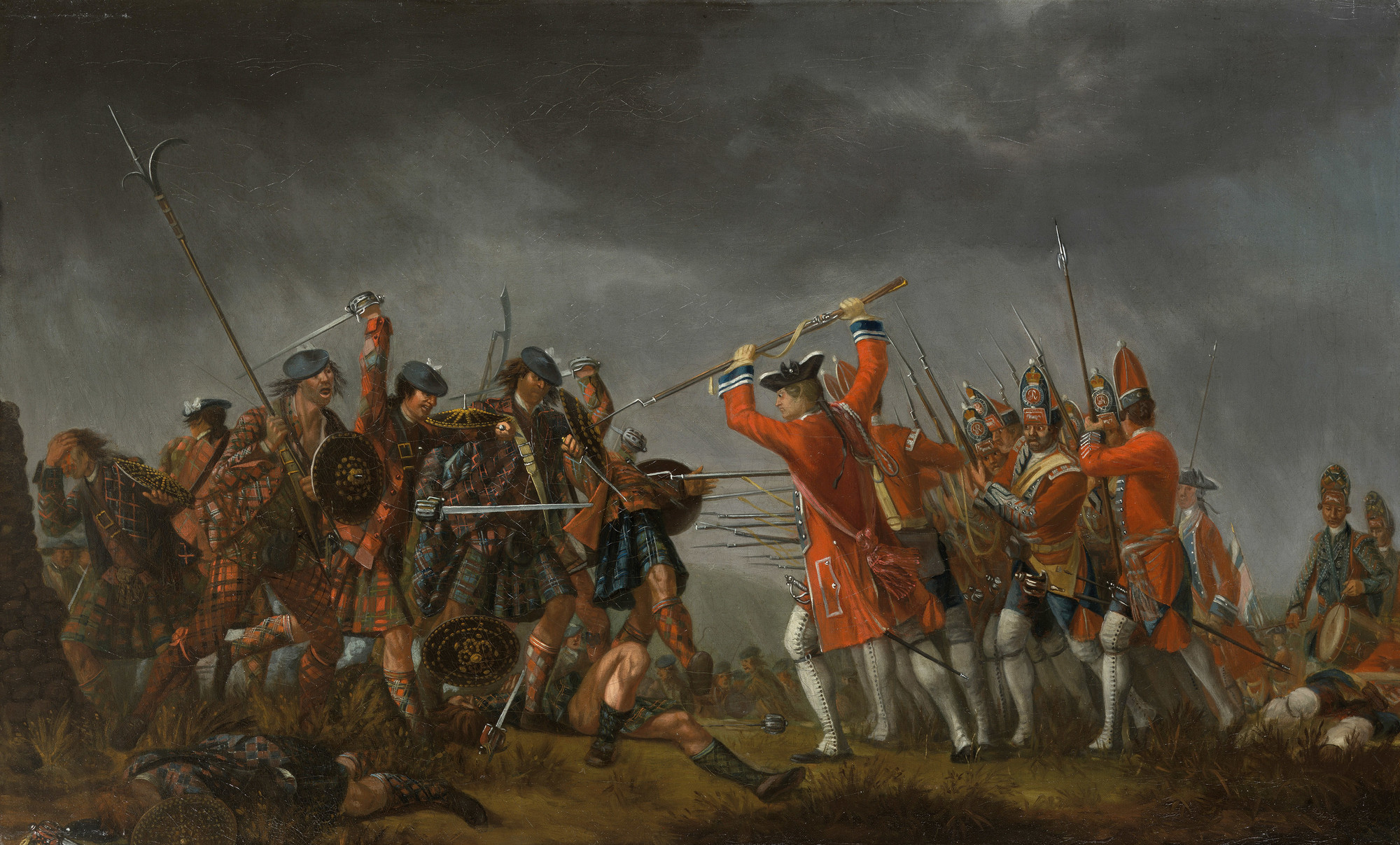
پس از جنگ کالودن در سال ۱۷۴۶ نظام طایفه‌ای اسکاتلندی‌ها رو به زوال گذاشت.

- ۱۷۴۴: نخستین دولت سعودی به دست محمد بن سعود تأسیس شد.
- ۱۷۴۴: تلاش فرانسوی‌ها به منظور آغاز مجدد قیام جاکوبی شکست خورد.
- ۱۷۴۴-۱۷۴۸: نخستین جنگ کرناتک بین بریتانیا، فرانسه، مراتاها و میسور در هند به وقوع پیوست.
- ۱۷۴۵: دومین قیام جاکوبی توسط چارلز ادوارد استوارت در اسکاتلند آغاز شد
- ۱۷۴۷: احمد شاه، امپراتوری درانی را در افغانستان کنونی به وجود آورد.
- ۱۷۴۸: امضای پیمان اکس لا شاپل جنگ قدرت در اتریش و اولین جنگ کرناتک را پایان داد.
- ۱۷۴۸-۱۷۵۴: دومین جنگ کرناتک بین بریتانیا، فرانسه، مراتاها و میسور در هند به وقوع پیوست.

### دههٔ ۱۷۵۰
- ۱۷۵۰: آغاز دوران یخبندان کوچک

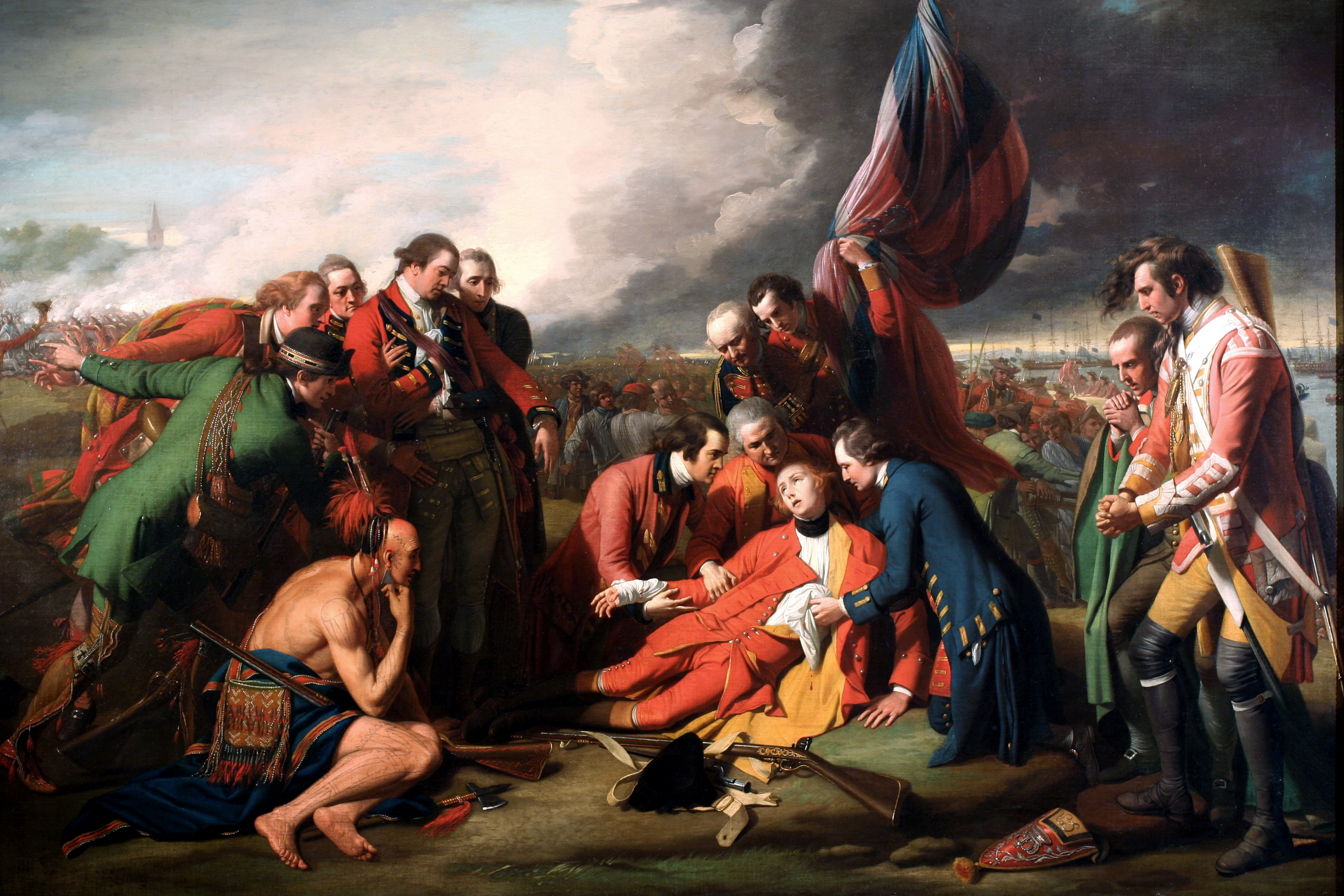
مرگ فرمانده ولف

- ۱۷۵۴: عهدنامه پاندیچری دومین جنگ کرناتک را پایان داد و بر اساس آن محمد علی خان والاجاه به عنوان نواب کرناتک شناخته شد.
- ۱۷۵۴-۱۷۶۳: جنگ فرانسه و انگلستان در خاک آمریکا و کانادا بین فرانسه و متحدانش و انگلستان و متحدانش درگرفت. این جنگ نسخهٔ آمریکای شمالی جنگ‌های هفت‌ساله است.
- ۱۷۵۵: زلزلهٔ لیسبون
- ۱۷۵۵-۱۷۶۳: تحول بزرگ، باعث انتقال آکادی‌های فرانسوی از نوا اسکاتیا و نیوبرانزویک شد.
- ۱۷۵۶-۱۷۶۳: جنگ هفت ساله میان قدرت‌های مختلف اروپایی درگرفت.
- ۱۷۵۶-۱۷۶۳: سومین جنگ کرناتک بین بریتانیایی‌ها، فرانسوی‌ها، مراتاها و میسور در هند درگرفت.
- ۱۷۵۷: نبرد پلاسی آغازی بر حکومت رسمی بریتانیا پس از سال‌ها فعالیت تجاری کمپانی هند شرقی بر هند گردید.
- ۱۷۵۸: جیمز ولف، سرهنگ بریتانیایی، اعلامیه ولف را منتشر کرد.
- ۱۷۵۹ - (۱۱۳۸): لویی ژوزف دومونتکالم، فرمانده فرانسوی و جیمز ولف، فرمانده بریتانیایی در جنگ دشت‌های آبراهام کشته شدند.

### دههٔ ۱۷۶۰

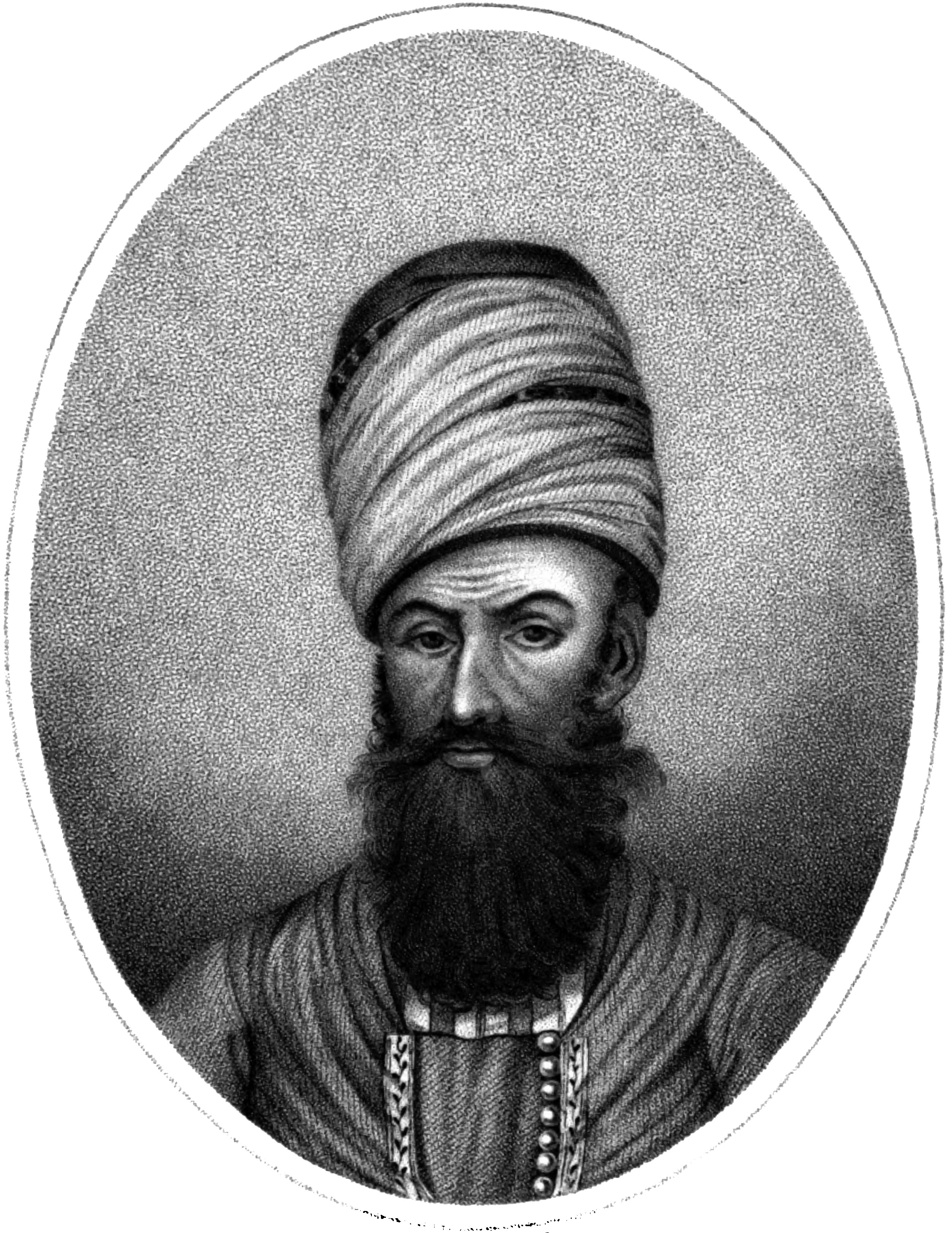
کریم‌خان زند، بنیان‌گذار سلسلهٔ زند در ایران

- ۱۷۶۰: سلسلهٔ زندیه در ایران روی کار آمد.
- ۱۷۶۰: جرج سوم پادشاه بریتانیا شد.
- ۱۷۶۱: امپراتوری مراتا در جنگ پانی‌پت شکست خورد.
- ۱۷۶۲-۱۷۹۶: دوران حکومت کاترین کبیر در روسیه
- ۱۷۶۳: عهدنامه پاریس جنگ هفت‌ساله و جنگ سوم کرناتک را پایان داد.
- ۱۷۶۳: پادشاهی میسور بر پادشاهی کلادی غلبه کرد.
- ۱۷۶۶- ۱۷۶۳: شورش پونتیاک در آمریکای شمالی
- ۱۷۶۵: پارلمان انگلستان قانون تمبر را برای مستعمره‌های آمریکایی بریتانیا وضع کرد.
- ۱۷۶۶-۱۷۹۹: جنگ‌های بریتانیا و میسور (آنگلو میسورها)
- ۱۷۶۷: برمه بر امپراتوری آیوتهایا غلبه کرد.
- ۱۷۶۸: گورخا، نپال را تصرف کرد.
- ۱۷۶۸-۱۷۷۴: جنگ روسیه و عثمانی
- ۱۷۶۹: میسیونرهای اسپانیایی اولین میسیون از ۲۱ میسیون کالیفرنیا را تشکیل دادند.
- ۱۷۶۹-۱۷۷۰: جیمز کوک زلاند نو و استرالیا را کشف کرد و به نقشه درآورد.
- ۱۷۶۹-۱۷۷۳: قحطی بنگال در سال ۱۷۷۰ جان یک سوم مردم بنگال را گرفت.

### دههٔ ۱۷۷۰

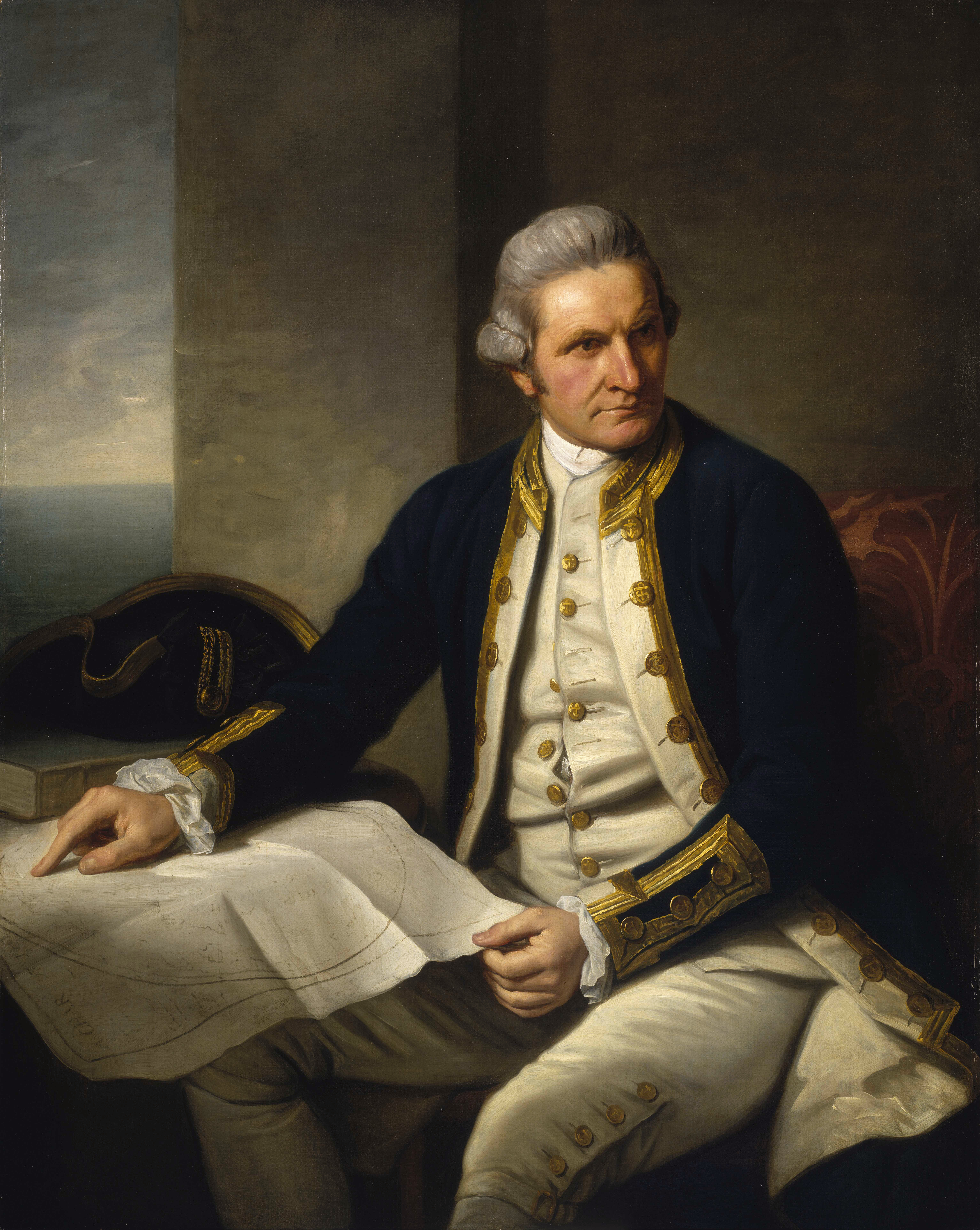
جیمز کوک، دریانورد و پویندهٔ بریتانیایی

- ۱۷۷۰: جیمز کوک مدعی سواحل شرقی استرالیا (نیو ساوث ولز) برای بریتانیای کبیر شد.
- ۱۷۷۱-۱۷۷۰: قحطی در سرزمین‌های چک باعث مرگ صدها هزار نفر شد.
- ۱۷۷۱: شورش طاعون در مسکو.
- ۱۷۷۱: ریچارد آرکرایت و شرکایش نخستین آسیاب آبی جهان را در شهر کرامفورد ساخت.
- ۱۷۷۲: یوهان فردریش استروئنسی، آزادی‌خواه دانمارکی، اعدام شد.
- ۱۷۷۲: گوستاو سوم سوئد با انجام یک کودتا توانست قدرت مطلق را در این کشور به دست گیرد.
- ۱۷۷۲: تفکیک لهستان آغازی برای نابودی کشور همسود لهستان لیتوانی شد.
- ۹۵-۱۷۷۲: جدایی‌طلبان لهستان اتحاد لهستان و لیتوانی را پایان دادند و لهستان را به مدت ۱۲۳ سال از نقشهٔ جهان پاک ساختند.
- ۱۷۸۲-۱۷۷۵ : اولین جنگ بمبئی و بریتانیا (آنگلو-مراتا)
- ۸۳-۱۷۷۵:جنگ استقلال آمریکا
- ۱۸۷۹-۱۷۷۹: جنگ‌های مرز دماغه بین ساکنین بریتانیایی و بوئر با خوساها در آفریقای جنوبی

### دههٔ ۱۷۸۰

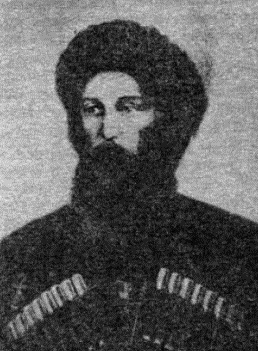
شیخ المنصور رهبری چچنی‌تبار بود که در سده ۱۸ (میلادی) علیه امپریالیسم کاترین کبیر در قفقاز به پا خواست.

- ۱۷۸۰: وقوع شورش محلی توسط توپاک آمارو دوم در پرو.
- ۱۷۸۱: مهاجران اسپانیایی لس‌آنجلس را کشف کردند.
- ۱۷۸۵ - ۱۷۸۱: رعیت‌داری در سلطنت اتریش لغو شد. (گام دوم در سال ۱۸۴۸ برداشته شد)
- ۱۷۸۳: در ایسلند فوران شکاف‌های لاکی باعث قحطی شد.
- ۱۷۸۳: امپراتوری روسیه خان‌نشین‌های کریمه را ضمیمهٔ خود ساخت.
- ۱۷۸۳: معاهدهٔ پاریس رسماً جنگ استقلال آمریکا را پایان داد.
- ۱۷۹۱ - ۱۷۸۵: شیخ منصور که مبارزی چچنی و صوفی مسلمان بود در رأس ائتلافی از قبایل مسلمان ساکن قفقاز قرار گرفت و به جنگ مهاجمان روسی رفت.
- ۱۷۹۵ - ۱۷۸۵: جنگ با سرخ‌پوستان شمال غربی بین ایالات متحده و بومیان آمریکا
- ۱۷۸۷: قانون اساسی آمریکا در فیلادلفیا نوشته شد و برای تصویب به دیگر ایالت‌ها فرستاده شد.
- ۱۷۸۷: برده‌های آزادشده از لندن شهر فری‌تاون (شهر آزاد) را در سیرالئون کنونی ساختند.
- ۱۷۸۷ : اصلاحات کانزی در ژاپن توسط ماتسودایرا سادانوبو انجام شد.
- ۱۷۹۲ - ۱۷۸۷: جنگ روسیه و عثمانی
- ۱۷۸۸: اولین فرقه کوایکر فرانسه در شهر کانجنیس تشکیل شد.
- ۱۷۸۸: اولین اسکان اروپایی‌ها در سیدنی استرالیا
- ۱۷۸۸: ایالت نیوهمپشایر قانون اساسی آمریکا را به عنوان نهمین ایالت تصویب کرد و بر اساس اصل هفتم، این قانون به اجرا درآمد.
- ۱۷۸۹-۱۷۸۸: حرکت انقلابی «اینکانفیدنسیا مینریا» یا توطئه علیه سران استعمارگر برزیل.
- ۱۷۸۹: جرج واشینگتن به عنوان رئیس جمهور ایالات متحده انتخاب شد و تا سال ۱۷۹۷ در این سمت باقی ماند.
- ۱۷۸۹: بریتانیای کبیر و اسپانیا دربارهٔ راه‌آبهٔ نوتکا در هنگام بحران نوتکا به گفتگو نشستند.
- ۷۹۹ - ۱۷۸۹: انقلاب فرانسه

### دههٔ ۱۷۹۰

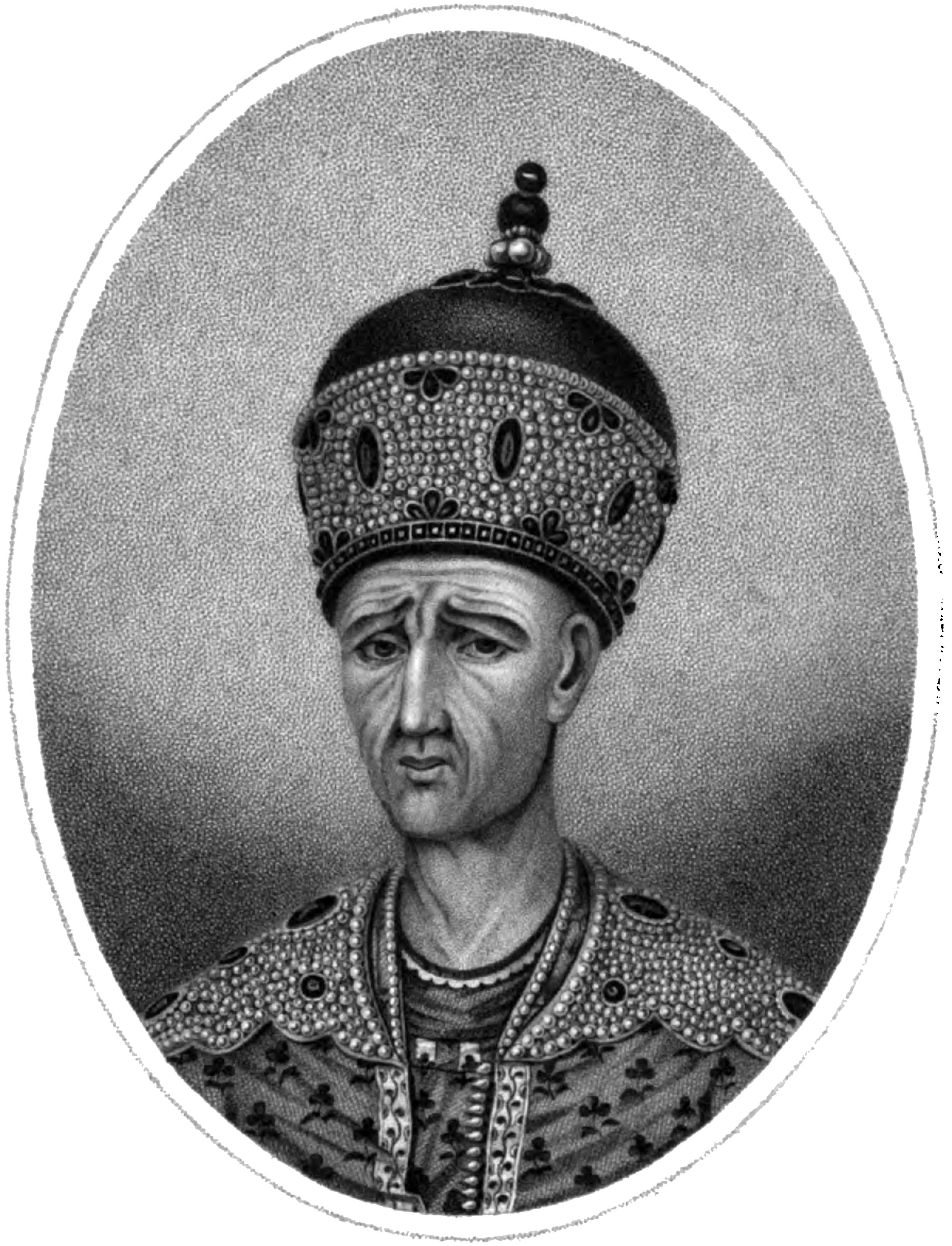
آقا محمدخان قاجار، مؤسس سلسلهٔ قاجار در ایران

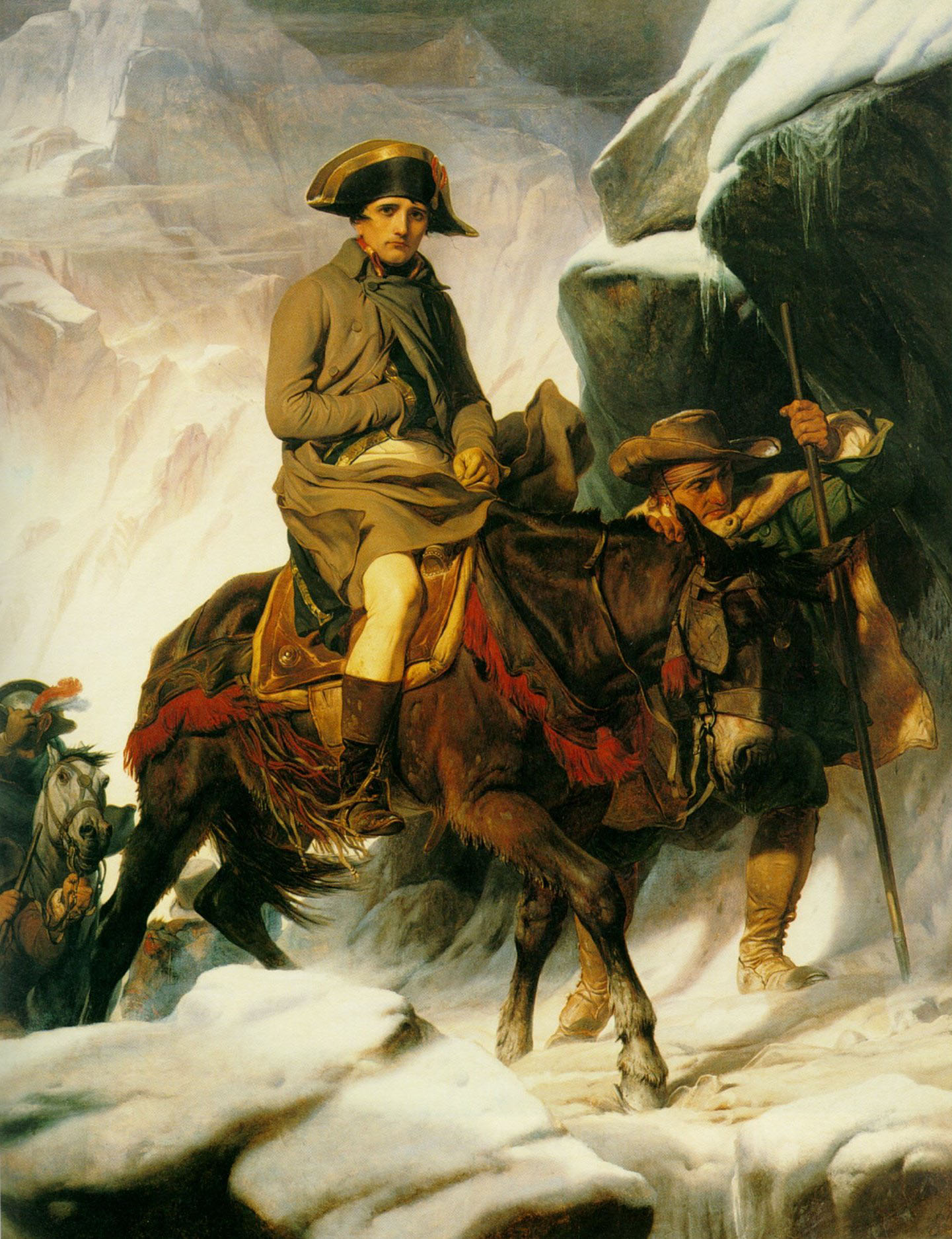
ناپلئون بناپارت در حال عبور از گردنه آلپ

- ۱۷۹۰: ایالات متحدهٔ بلژیک پس از انقلاب برابانت اعلام موجودیت کرد.
- ۱۷۹۰: تشکیل ائتلاف لهستان و پروس.
- ۱۷۹۱: لایحهٔ قانون اساسی (یا لایحهٔ کانادا) دو استان کانادای علیی و سفلی را در آمریکای شمالی بریتانیا ایجاد کرد.
- ۱۷۹۵ - ۱۷۹۱: جرج ونکوور در خلال سفرهای خود به کشف در اقصی نقاط دنیا می‌پردازد.
- ۱۸۰۴ - ۱۷۹۱: انقلاب هائیتی
- ۱۸۱۵ - ۱۷۹۲: جنگ بزرگ فرانسه به عنوان جنگ‌های انقلابی فرانسه که منجر به جنگ‌های ناپلئونی شد.
- ۱۷۹۲: بورس معاملات سهام نیویورک ساخته شد.
- ۱۷۹۲: شاه گوستاو سوم سوئد با دسیسهٔ نجبا ترور شد.
- ۱۷۹۳: کانادای علیا برده‌داری را ممنوع اعلام کرد.
- ۱۷۹۳: گسترده‌ترین شیوع تب زرد واگیردار در تاریخ آمریکا به‌طور تقریبی جان ۵۰۰۰ نفر را در فیلادلفیا گرفت. این تعداد ۱۰٪ جمعیت این ایالت بود.
- ۱۷۹۶ - ۱۷۹۳: قیام در وندی علیه جمهوری فرانسه در زمان انقلاب.
- ۱۷۹۴: قیام لهستان
- ۱۷۹۴: طبق معاهدهٔ جی که بین بریتانیای کبیر و ایالات متحده امضا شد پایگاه‌های مرزی غربی دریاچه‌های بزرگ به ایالات متحده بازگردانده شدند و بازرگانی بین دو کشور برقرار گردید.
- ۱۷۹۴: سلسلهٔ قاجار با شکست زندیان تأسیس شد.
- ۱۷۹۵: آقا محمدخان قاجار تفلیس را ویران کرد.
- ۱۷۹۵: پیمان پیکنی بین ایالات متحده و اسپانیا باعث شد تا قلمرو میسی‌سیپی به ایالات متحده برسد.
- ۱۷۹۵: سرود مارسلیز رسماً به عنوان سرود ملی فرانسه انتخاب شد.
- ۱۷۹۵: کامِهامِهوی اول، شاه هاوایی، اواهوان‌ها را در نبرد نوئوآنو شکست داد.
- ۱۷۹۶: ادوارد جنر بر نخستین طرح واکسناسیون آبله نظارت کرد. در سده ۱۸ (میلادی) آبله در هر سال تقریباً جان ۴۰۰٬۰۰۰ نفر را در اروپا می‌گرفت.
- ۱۷۹۶: نبرد مونتنوت. درگیری ائتلاف اول در جنگ. نخستین پیروزی ناپلئون بناپارت به عنوان فرمانده.
- ۱۷۹۶: بریتانیا، هلند را از سیلان بیرون کرد.
- ۱۷۹۶: مونگو پارک با حمایت انجمن آفریقایی توانست به عنوان نخستین اروپایی رود نیجر را ببیند.
- ۱۸۰۴ - ۱۷۹۶: شورش نیلوفر سفید علیه سلسلهٔ مانچو در چین
- ۱۷۹۷: حملهٔ ناپلئون به جمهوری ونیز و تقسیم آن باعث شد تا استقلال ۱۰۰۰ سالهٔ این جمهوری آرام پایان یابد.
- ۱۷۹۸: شورش ایرلندی‌ها علیه حکومت بریتانیا
- ۱۸۰۰ - ۱۷۹۸: شبه-جنگ‌هایی بین ایالات متحده و فرانسه
- ۱۷۹۹: ناپلئون کودتا کرد و اولین کنسول فرانسه شد.
- ۱۷۹۹: کمپانی هند شرقی هلند منحل شد.
- ۱۷۹۹: ترور چهاردهمین تویی کانوکوپولو به نام توکوآهو، تونگا را به مدت نیم سده در جنگ داخلی فرو برد.

## شخصیت‌های مهم

### رهبران، سیاستمداران و نظامیان جهان

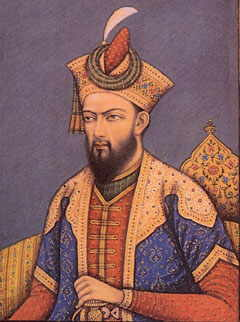
محی‌الدین محمد اورنگ‌زیب عالمگیر ششمین امپراتور گورکانی هند و سومین پسر شاه‌جهان و ارجمندبانو

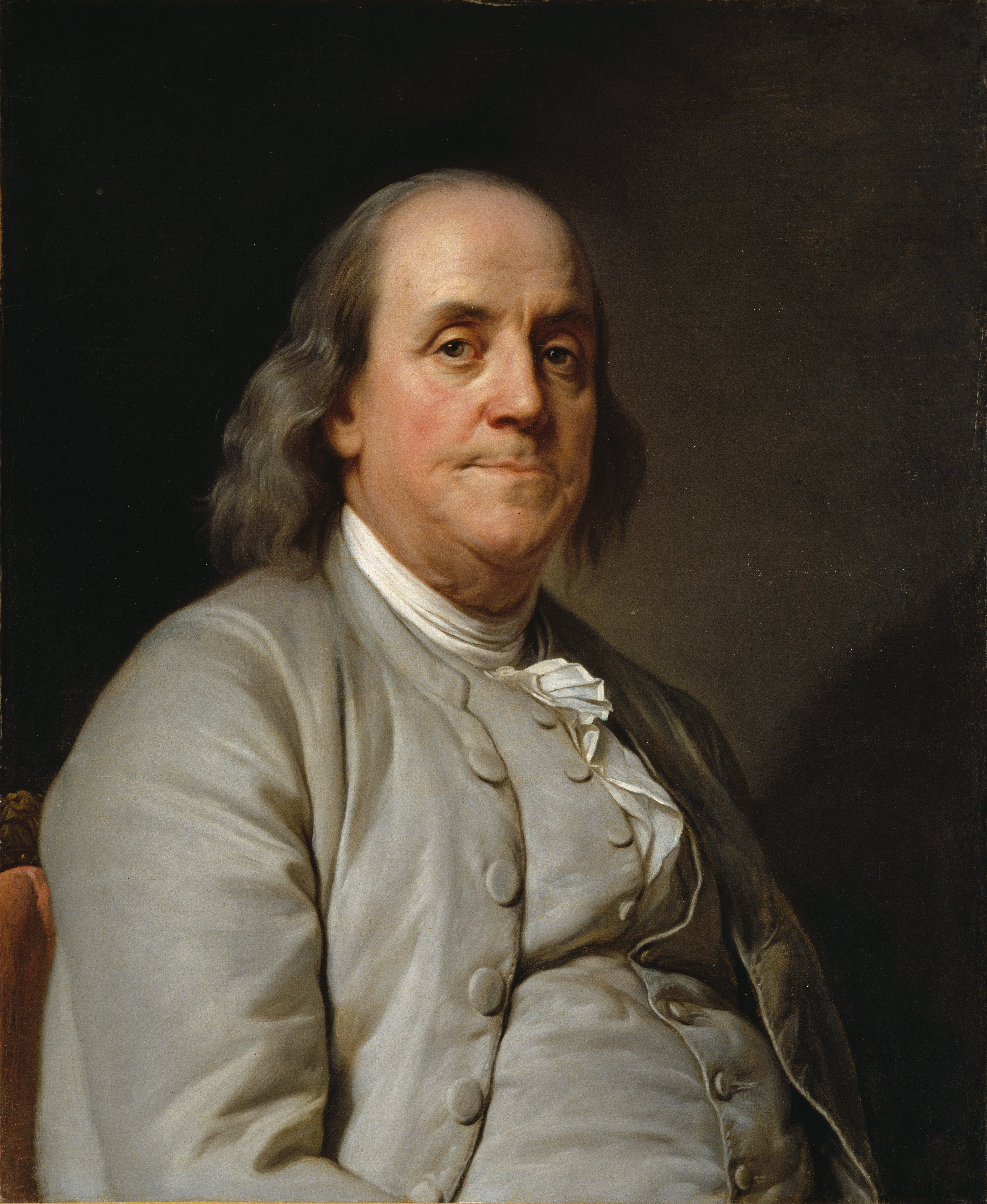
بنجامین فرانکلین، یکی از پدران بنیانگذار ایالات متحده

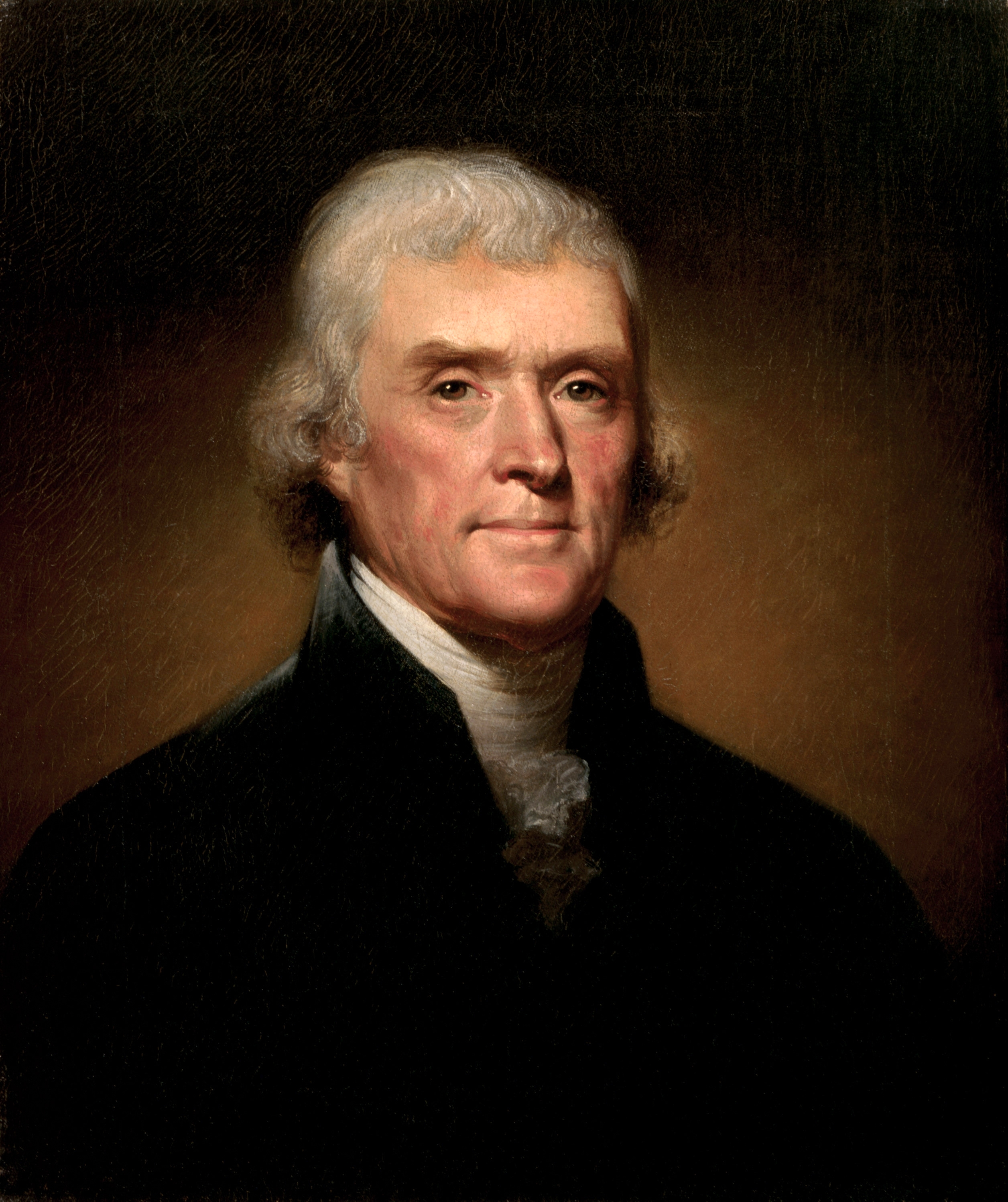
توماس جفرسون نویسنده اصلی اعلامیه استقلال ایالات متحده و سومین رئیس جمهور آمریکا

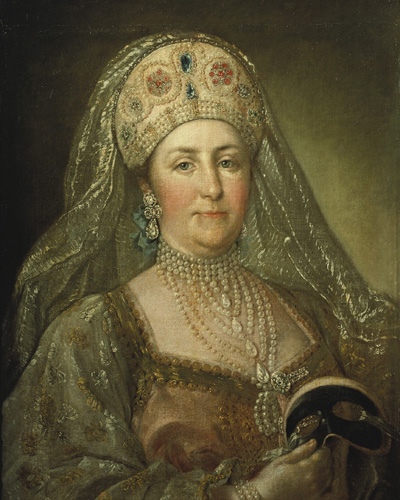
کاترین دوم روسیه ملقب به کاترین کبیر ۳۴ سال امپراتور روسیه بود.

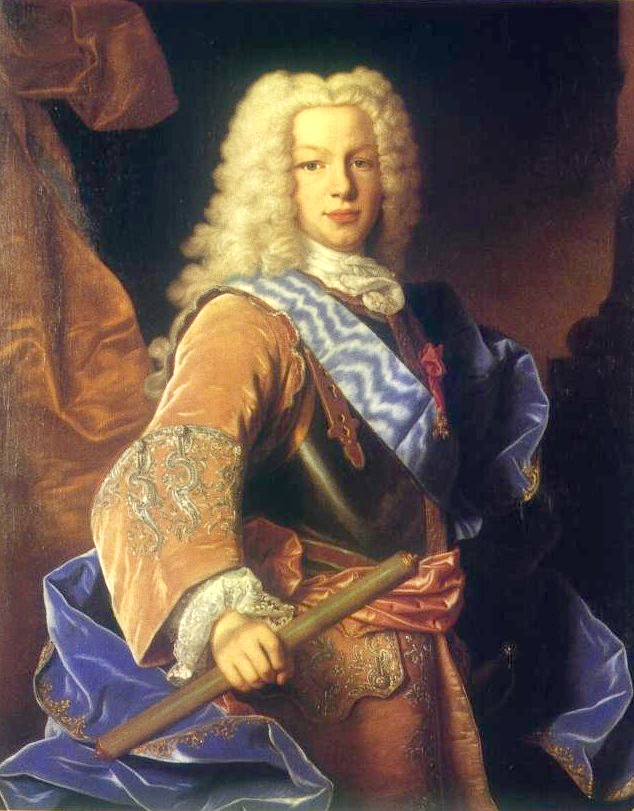
فردیناند ششم اسپانیا

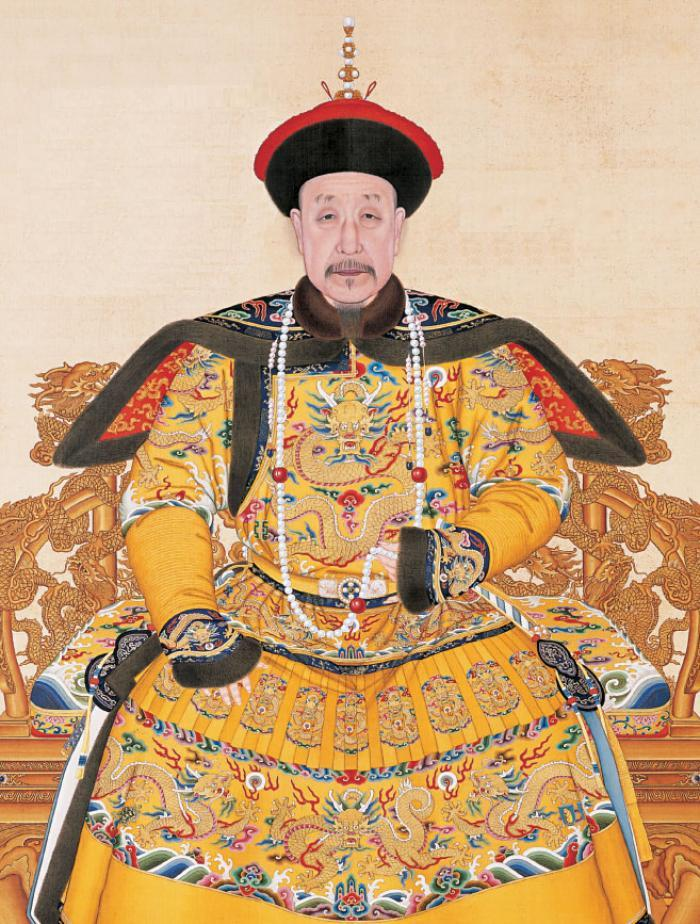
امپراتور چیانلانگ، ششمین امپراتور منچویی سلسلهٔ چینگ در چین

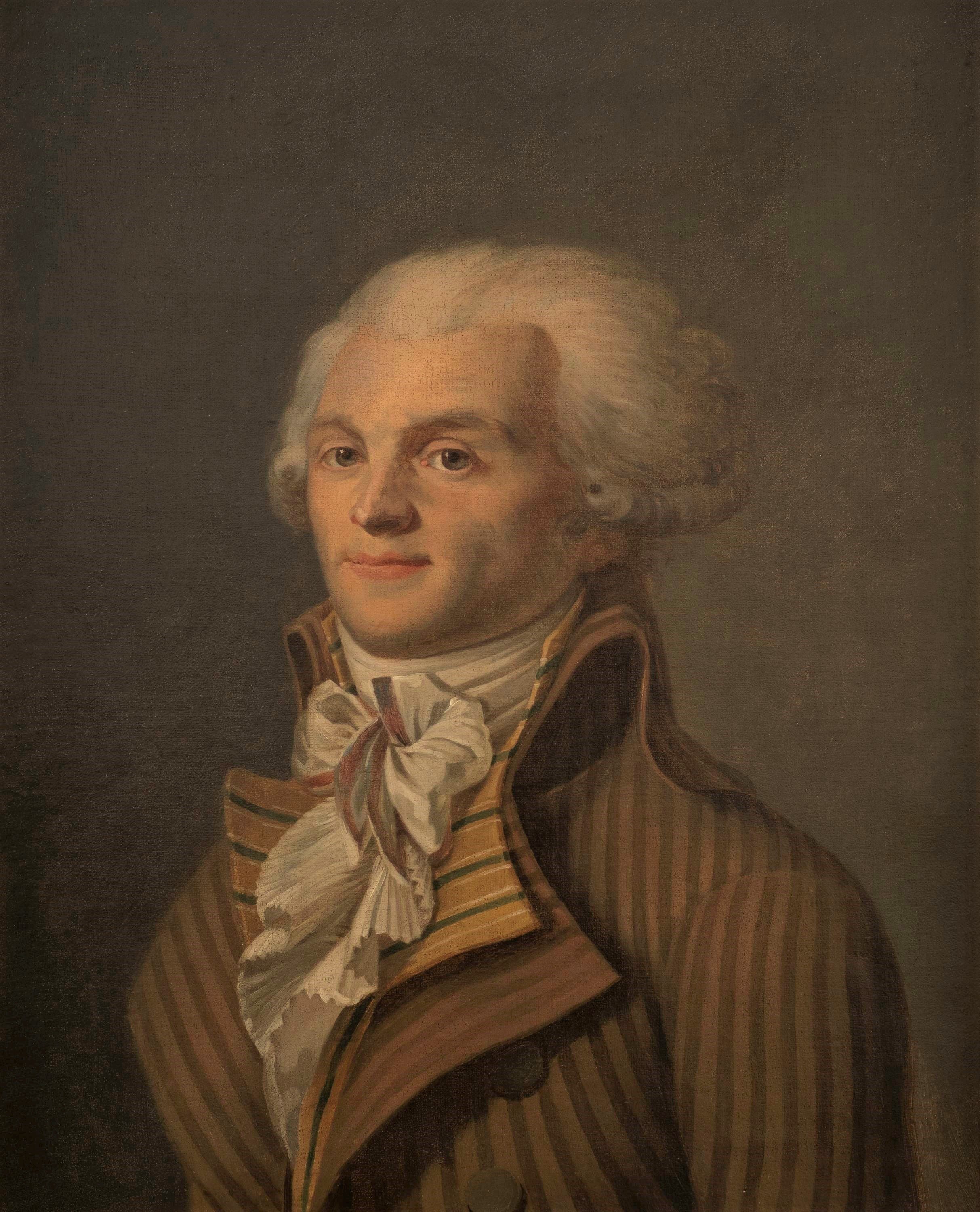
ماکسیمیلیان روبسپیر، انقلابی فرانسوی و از آغازگران دوره وحشت فرانسه

- آدولف فردریک، شاه سوئد، گوت‌ها و وندها
- آرون بور، دولتمرد آمریکایی
- آگوستوس سوم، منتخب ساکسونی، شاه لهستان و دوک بزرگ لیتوانی
- آن، ملکه بریتانیای کبیر
- احمد سوم، سلطان امپراتوری عثمانی
- احمدشاه ابدالی، شاه افغانی
- الساندرو مالاسپینا، پویندهٔ اسپانیایی
- الکساندر سوووروف، رهبر نظامی روسی
- الکساندر منیشکوف، دولتمرد روسی
- الکساندر همیلتون، دولتمرد آمریکایی
- الیزابت روسیه، امپراتور روسیه
- امپراتور کانگخی، امپراتور چین
- امپراتور هیگاشیاما، امپراتور ژاپن
- انگوین هو، امپراتور سلسله تای سون ویتنام
- اورنگزیب، امپراتور مغول
- ایتن آلن، ارتش انقلابی آمریکا
- بتسی راس، سازنده پرچم آمریکایی
- بنجامین فرانکلین، رهبر، دانشمند و دولتمرد آمریکایی
- بوروماراچای پنجم، شاه آیوتایا
- بوروماکوت، شاه آیوتایا
- پاتریک هنری، دولتمرد آمریکایی
- پتر کبیر، امپراتور روسیه
- پل رور، سیمگر و رهبر انقلابی آمریکایی
- تادئوس رجتان، سیاستمدار لهستانی
- توپاک آماروی دوم، انقلابی پرویی
- توسنت لوورتور، رهبر انقلابی هائیتی
- توکوگاوا سونایوشی، شوگون ژاپنی
- توکوگاوا لتسوگو، شوگون ژاپنی
- توکوگاوا لشیگه، شوگون ژاپنی
- توکوگاوا لنوبو، شوگون ژاپنی
- توکوگاوا لهارو، شوگون ژاپنی
- توکوگاوا یوشیمونه، شوگون ژاپنی
- توماس جفرسون، دولتمرد آمریکایی
- جان آدامز، دولتمرد آمریکایی
- جان پل جونز، فرمانده دریایی آمریکا
- جان جی، دولتمرد آمریکایی
- جان راسل، سیاستمدار انگلیسی-ایرلندی
- جان کاترت، سیاستمدار انگلیسی-ایرلندی
- جرج اول، شاه بریتانیا و ایرلند
- جرج دوم، شاه بریتانیا و ایرلند
- جرج سوم، شاه بریتانیا و ایرلند
- جرج میسون، دولتمرد آمریکایی
- جرج واشینگتن، فرمانده آمریکایی و نخستین رئیس‌جمهور ایالات متحده
- جرج ونکور، ناخدا و پویندهٔ بریتانیایی
- جوزف اول، شاه پرتغال
- جوزف دوم، امپراتور اتریش
- جونگ جو، شاه سلسلهٔ جوزئون
- جیمز مدیسون، دولتمرد آمریکایی
- جیمز ولف، افسر بریتانیایی
- چاتراپاتی شاهو، امپراتور مراتا
- چارلز ادوارد استورات، تبعیدی جاکوبی انگلیسی
- چارلز پنجم، امپراتور روم مقدس، شاه بوهم و مجارستان
- شارل دوازدهم، شاه سوئد، گوت‌ها و وندها
- چارلز سوم، شاه اسپانیا، ناپل و سیسیل
- حیدر علی خان، حاکم میسور
- خوان فرانسیسکو، افسر و پویندهٔ دریایی اسپانیایی
- خوزه مونینو ردوندو، دولتمرد اسپانیایی
- رابرت گری، بازرگان، پوینده و انقلابی آمریکایی
- رابرت والپول، نخست‌وزیر بریتانیای کبیر
- راجارم دوم ساتارا، سلطان ایالات هم‌پیمان مراتا
- ژرژ دانتون، رهبر انقلابی فرانسوی
- ساموئل آدامز، دولتمرد آمریکایی
- سباستیو دملو، نخست‌وزیر پرتغال
- سلیم سوم، سلطان امپراتوری عثمانی
- سوکجونگ، شاه سلسله جوزئون
- شارلوت کوردی، انقلابی فرانسوی
- شاهرخ‌میرزای افشار، شاه ایران
- شیواپا نایاکا، شاه کلادی نایاکا
- عبدالحمید یکم، سلطان امپراتوری عثمانی
- عثمان سوم، سلطان امپراتوری عثمانی
- فرانسیس دوم راکوکزی، شاهزاده مجارستان و ترانسیلوانیا، رهبر انقلابی
- فرخ سیر، امپراتور مغول
- فردریش کبیر، شاه پروس
- فردیناند اول، شاه ناپل، سیسیل و دو سیسیل
- فردیناند ششم، شاه اسپانیا
- فیلیپ پنجم، شاه اسپانیا
- کاترین کبیر، امپراتور روسیه
- کریم‌خان زند، شاه ایران
- چیانلانگ، امپراتور چین
- گریگوری پوتمکین، فرمانده و دولتمرد روسی
- گوستاو سوم، شاه سوئد، گوت‌ها و وندها
- گیونگ جون، شاه سلسلهٔ جوزئون
- لویی پانزدهم، شاه فرانسه
- لویی چهاردهم، شاه فرانسه
- لویی ژوزف دو مونتکالم، افسر فرانسوی
- لویی هفدهم، شاه دربند فرانسه که هیچ‌گاه حکمی نراند.
- لیونل ساکویل، سیاستمدار انگلیسی-ایرلندی
- مادهاورائوی اول سیندیا، رهبر مراتایی
- مادهاورائوی اول، پیشوا/نخست‌وزیر امپراتوری مراتا
- ماری آنتوانت، ملکه اتریشی‌زادهٔ فرانسه
- ماری ژوزف لافایت، افسر ارتش قاره‌ای
- ماریا ترزا، امپراتور اتریش
- ماکسیمیلیان روبسپیر، رهبر انقلابی فرانسوی
- محمود یکم، سلطان امپراتوری عثمانی
- مصطفی سوم، سلطان امپراتوری عثمانی
- میچیکینیکیوا، رهبر و مبارز میامی
- ناتان هال، میهن‌پرست آمریکایی که به خاطر جاسوسی برای بریتانیا اعدام شد.
- نادرشاه افشار، شاه ایران
- ناکامیکادو، امپراتور ژاپن
- ناناصاحب، پیشوا/نخست‌وزیر امپراتوری مراتا
- ویلیام کاوندیش، سیاستمدار انگلیسی-ایرلندی
- هوراشیو نلسون، آدمیرال بریتانیایی
- یونگجو، شاه سلسلهٔ جوزئون
- آغا محمد خان قاجار، شاه ایران

### صنعت نمایش، تئاتر و سرگرمی
- آن اولدفیلد، بازیگر انگلیسی

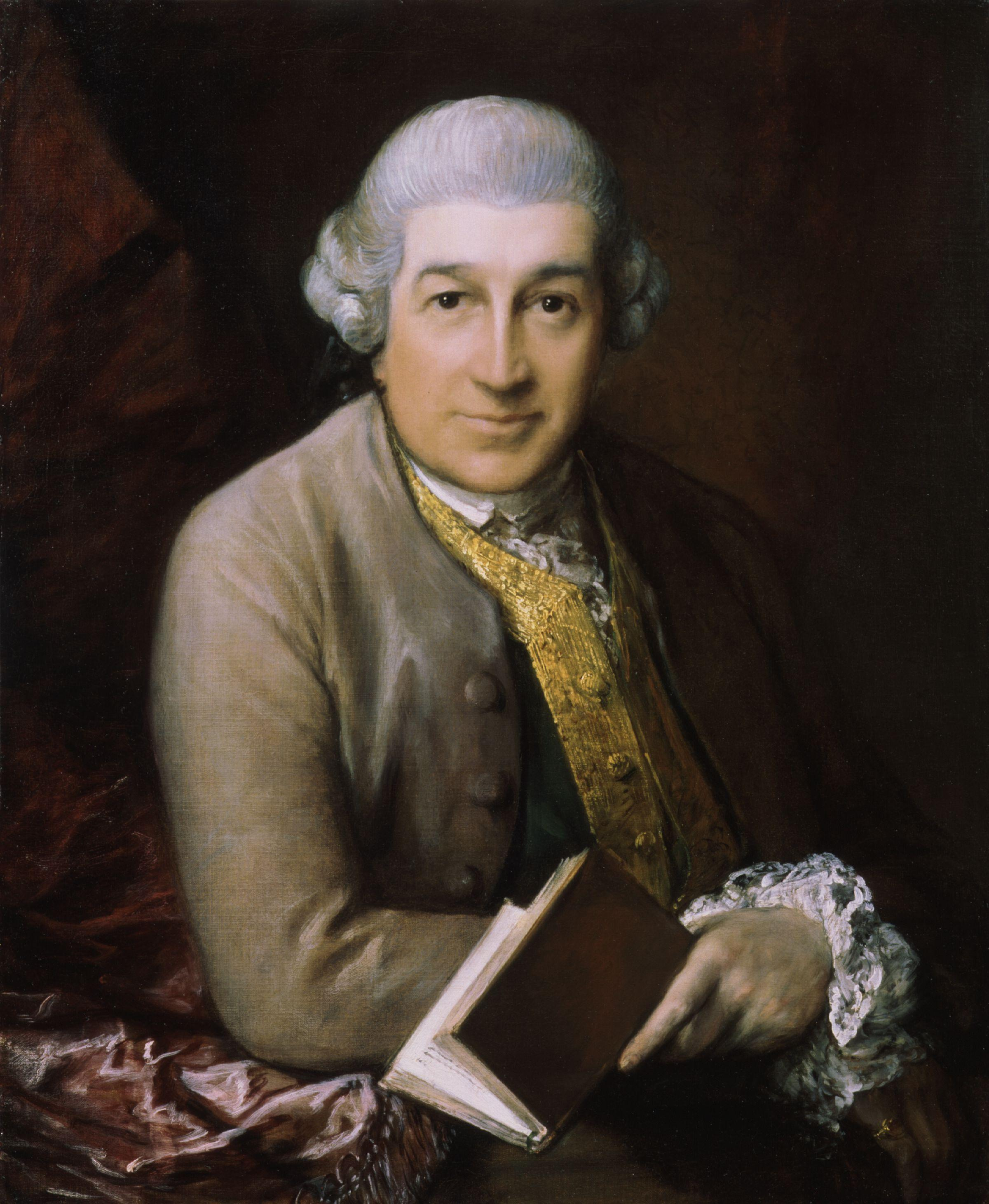
دیوید گریک، بازیگر، نمایش‌نامه‌نویس، مدیر تئاتر و تهیه‌کنندهٔ انگلیسی

- ادوارد لامپی استیونز، بازیکن انگلیسی کریکت
- بارتون بوث، بازیگر
- توماس داگت، بازیگر
- جان اسمال، بازیکن انگلیسی کریکت
- جان اوکیفی، نمایشنامه‌نویس ایرلندی
- جان گی، نمایشنامه‌نویس و شاعر انگلیسی
- چارلز جانسون، نمایشنامه‌نویس انگلیسی
- چارلز مکلین، بازیگر
- چیکاماتسو مونزامون، نمایشنامه‌نویس ژاپنی
- دیوید گریک، بازیگر
- رابرت ویلکز، بازیگر انگلیسی
- ریچارد بریسنلی شریدان، نمایشنامه‌نویس ایرلندی
- کولی سیبر، بازیگر، شاعر، نمایشنامه‌نویس
- کونگ شانگرن، شاعر و نمایشنامه‌نویس انگلیسی
- هانا پریچارد، بازیگر انگلیسی
- هستر سانتلو، بازیگر، بالرین و رقصندهٔ انگلیسی
- وانگ یون، شاعر و نمایشنامه‌نویس چینی

### موسیقی‌دانان و آهنگسازان

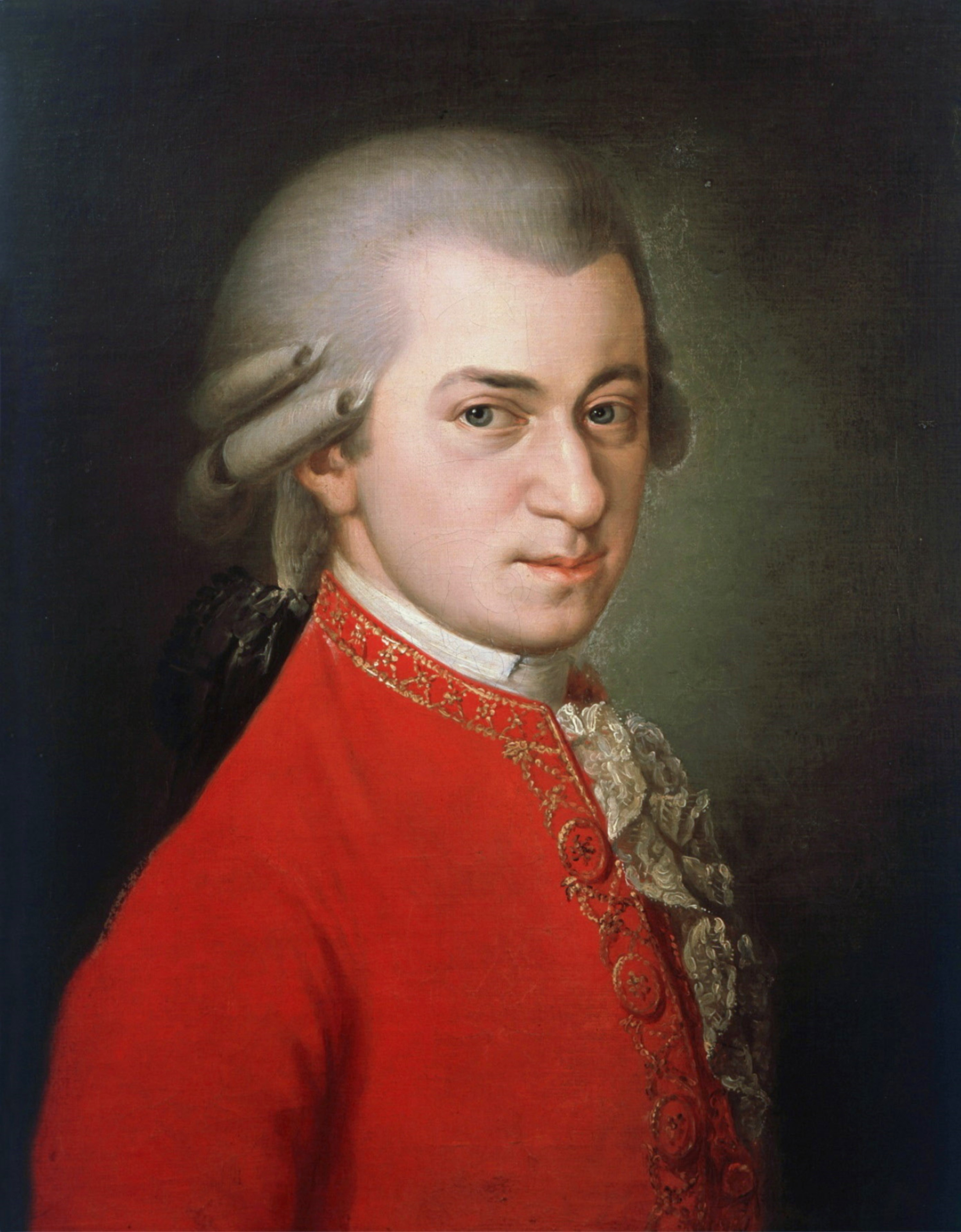
موتزارت، نابغه موسیقی اهل اتریش

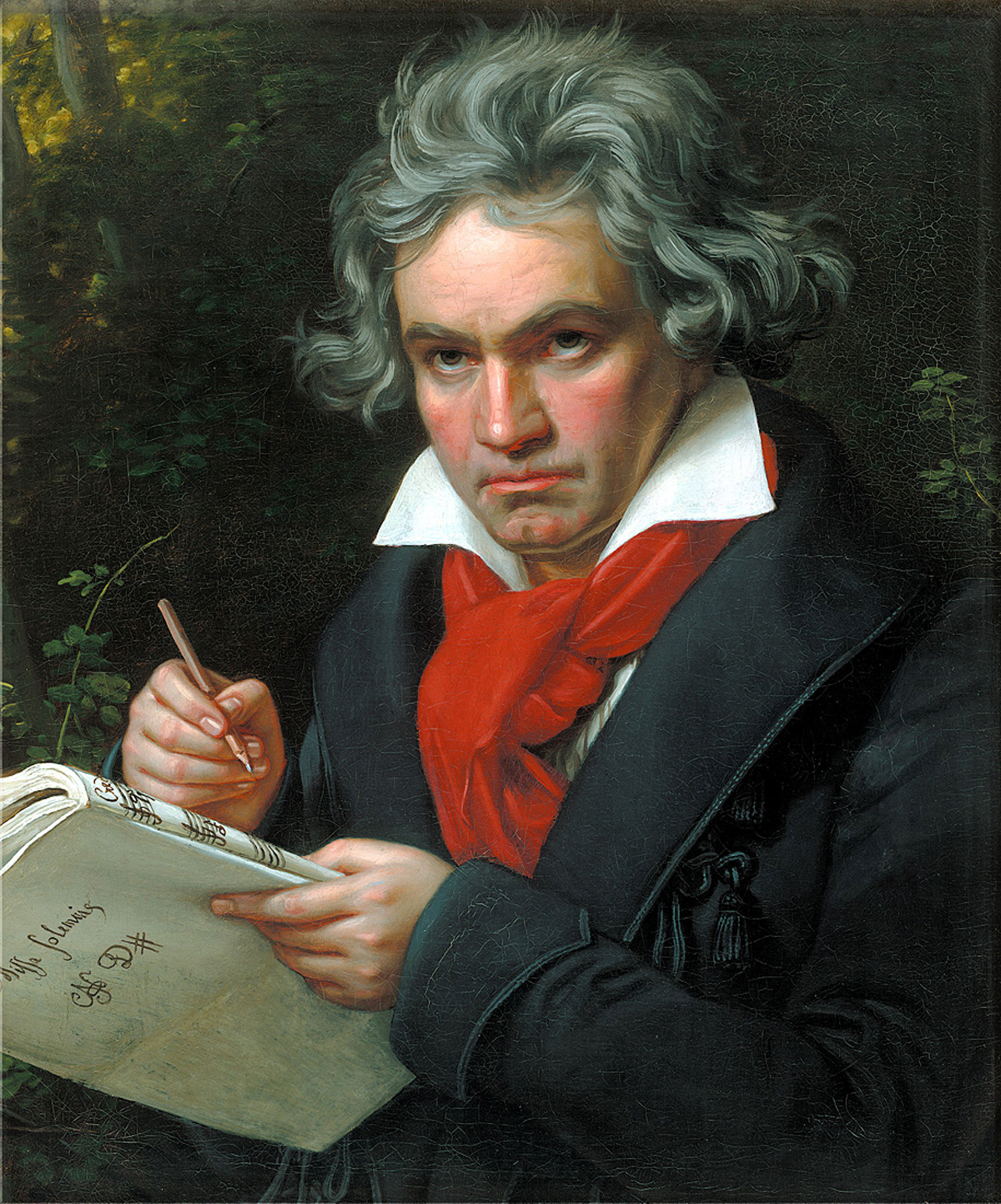
بتهوون، نابغه موسیقی کلاسیک اهل آلمان

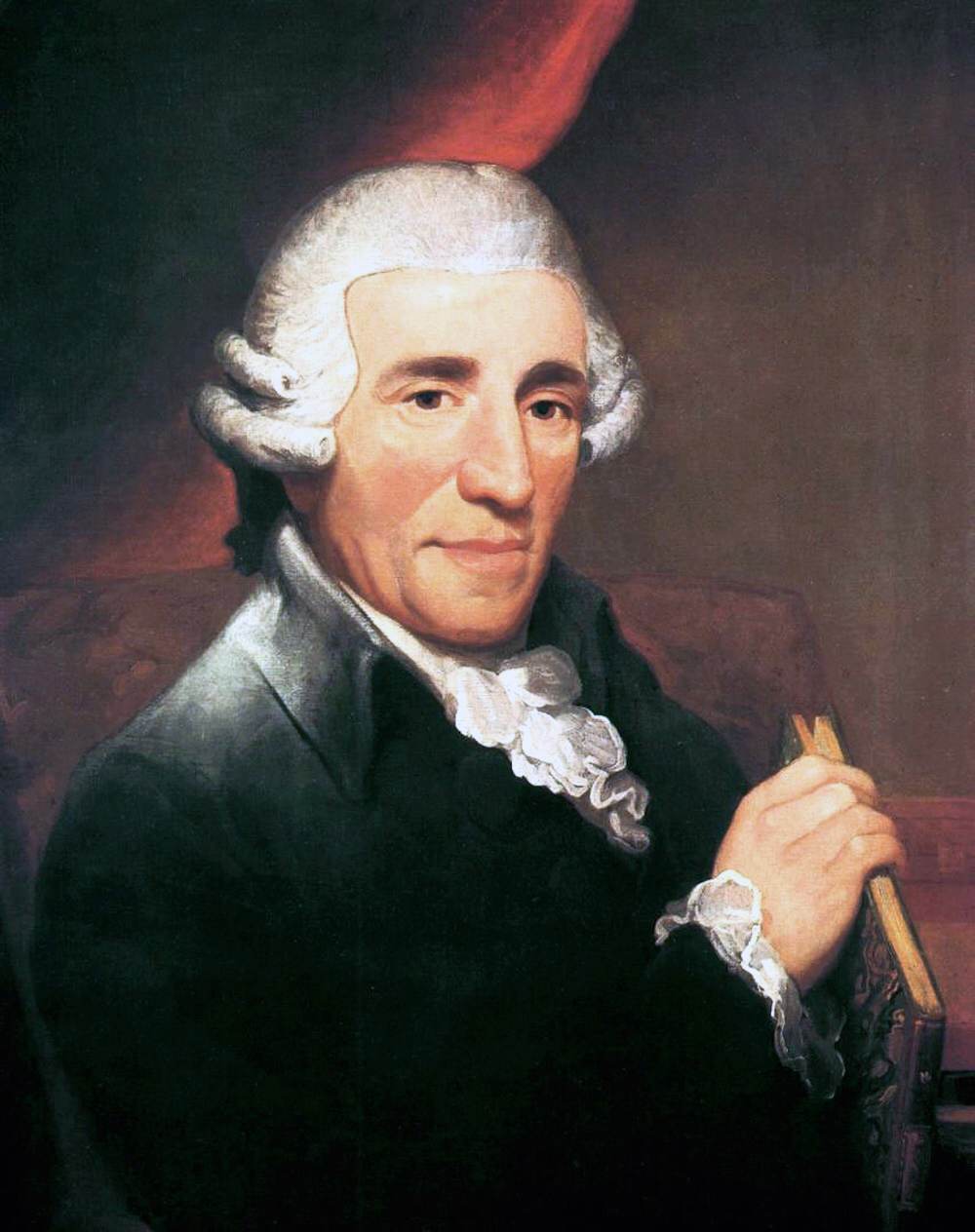
یوزف هایدن، موسیقی دان شهیر اتریشی

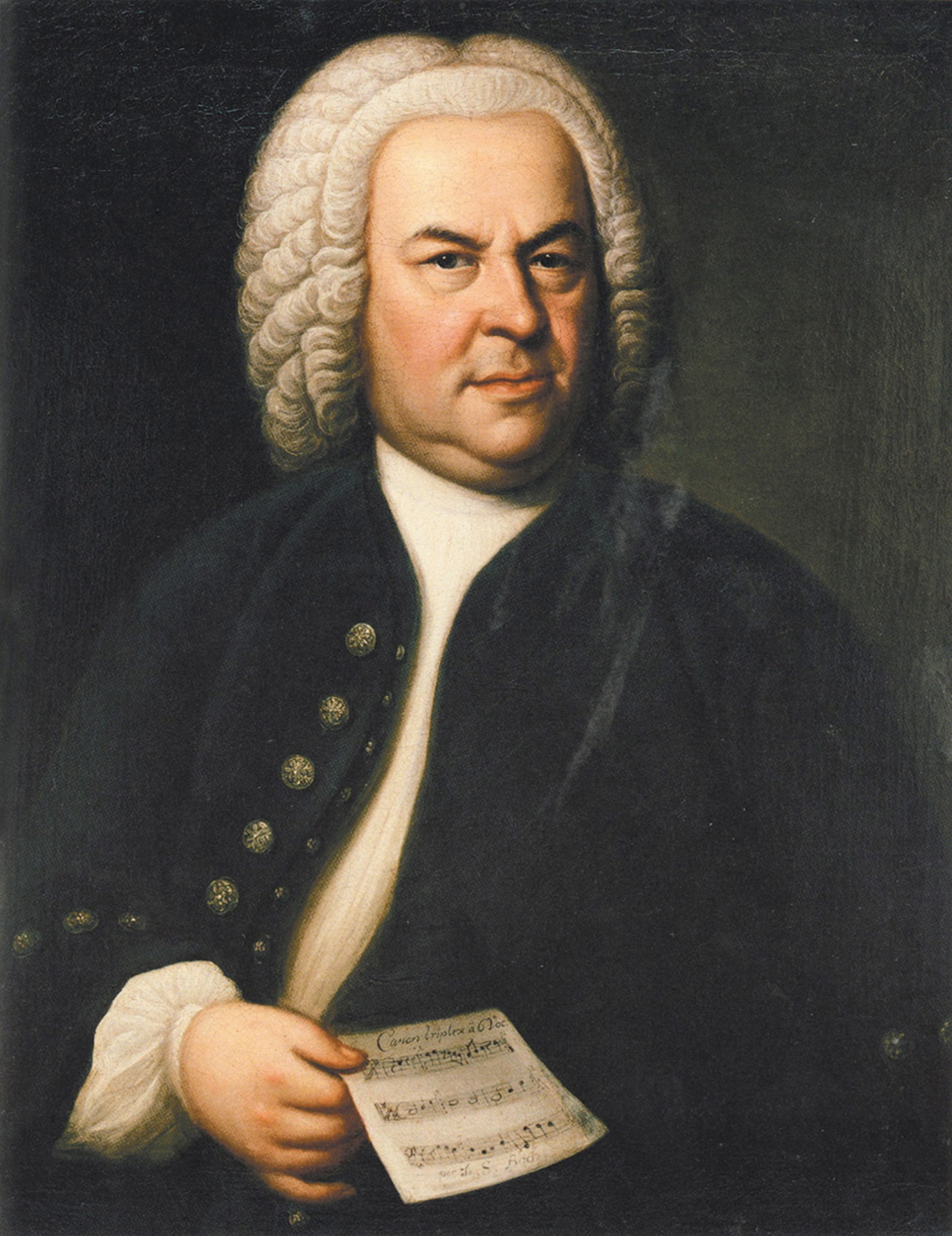
یوهان سباستیان باخ، آهنگساز و نوازنده ارگ آلمانی

- آنتونیو استرادیواری، ویولون‌ساز ایتالیایی
- آنتونیو سالی‌یری، آهنگساز ونیزی
- آنتونیو ویوالدی، آهنگساز ایتالیایی
- ایزاک واتز، مصنف سرود انگلیسی
- بهاراتچاندرا ری، آهنگساز، موسیقی‌دان و شاعر بنگالی
- توماسو آلبینونی، آهنگساز ایتالیایی
- جوزف هایدن، آهنگساز اتریشی
- چارلز برنی، مورخ موسیقی و موسیقی‌دان انگلیسی
- دده افندی، آهنگساز ترکی/عثمانی
- دومنیکو اسکارلاتی، آهنگساز ایتالیایی
- ژان فیلیپ رامو، آهنگساز فرانسوی
- سادارانگ، آهنگساز هندوستانی
- فرانچسکو جمینیانی، نظریه‌پرداز موسیقی، آهنگساز ویولون نواز ایتالیایی
- فرانسوا آندره دانیکان فیلیدور، آهنگساز و استاد شطرنج فرانسوی
- فرانسوا کوپرن، آهنگساز فرانسوی
- کالی میرزا، آهنگساز بنگالی
- کریستف ویلیبالد گلوک، آهنگساز آلمانی
- گئورگ فریدریش هندل، آهنگساز آلمانی-انگلیسی
- گئورگ فیلیپ تلمان، آهنگساز آلمانی
- لودویگ فان بتهوون ، موسیقی دان آلمانی
- نیدو بابو، آهنگساز و موسیقی‌دان هندی-بنگالی
- هامپارتسوم لیموندجیان، آهنگساز ارمنی/عثمانی
- ولفگانگ آمادئوس موتزارت، آهنگساز اتریشی
- ویلیام کوپر، شاعر و مصنف سرود انگلیسی
- یوهان پاچلبل، آهنگساز و آموزگار آلمانی
- یوهان سباستین باخ، آهنگساز آلمانی

### هنرمندان نگارگر، نقاشان، پیکرتراشان، گراورسازان و معماران

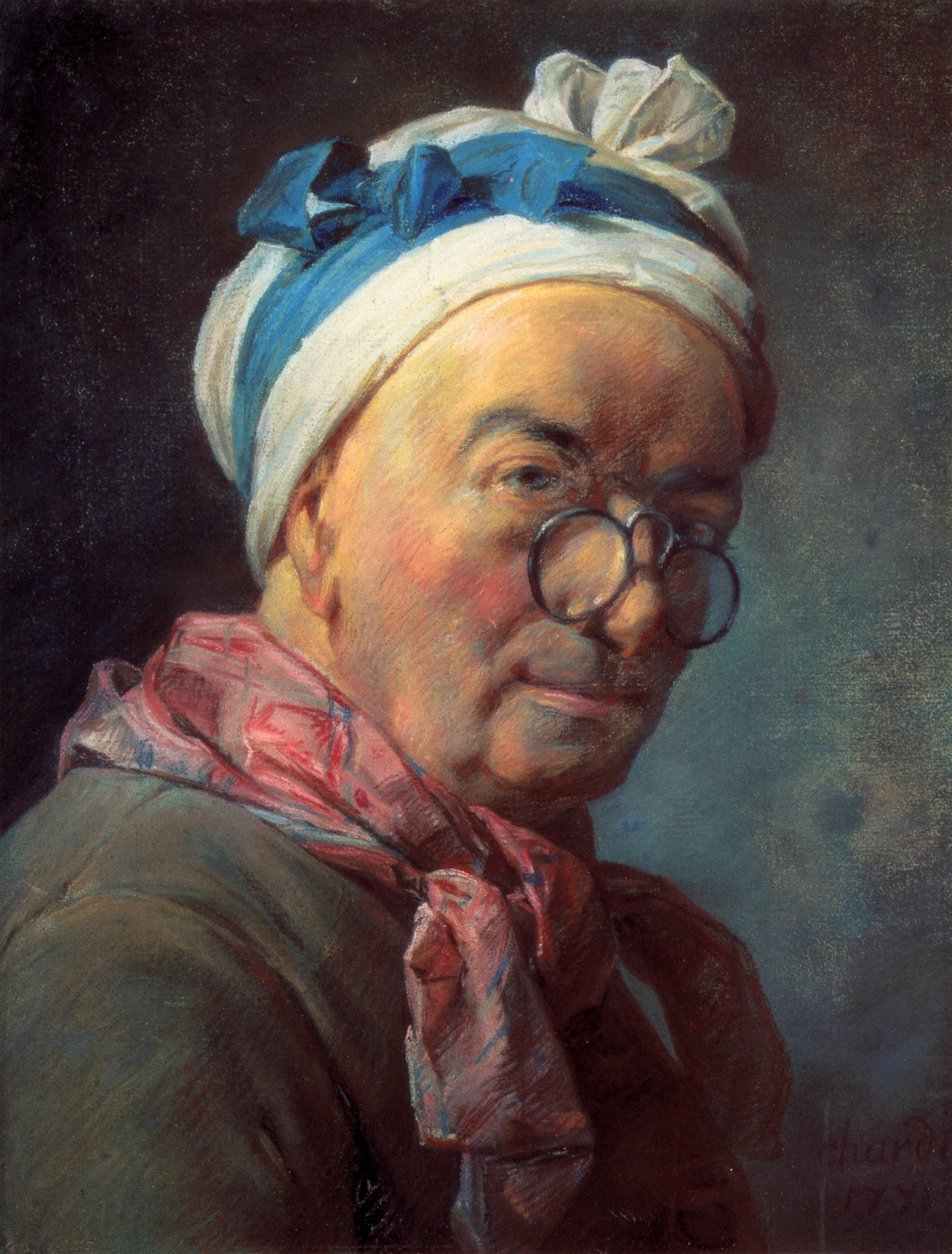
ژان باپتیست سیمون شاردن

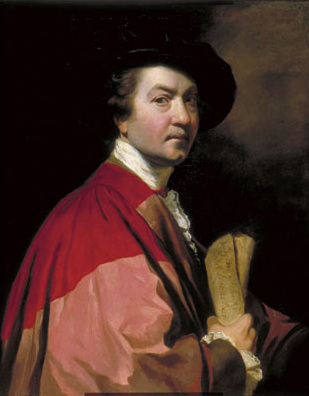
جاشوا رینولدز، نقاش انگلستانی الاصل

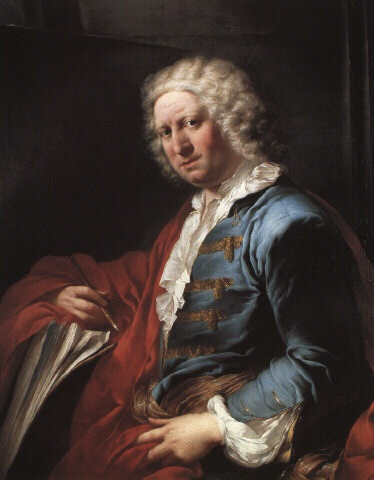
جیوانی پائولو پانینی

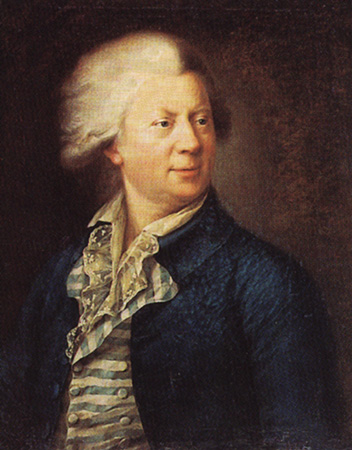
یوری فلتن، معمار کاخ کاترین کبیر

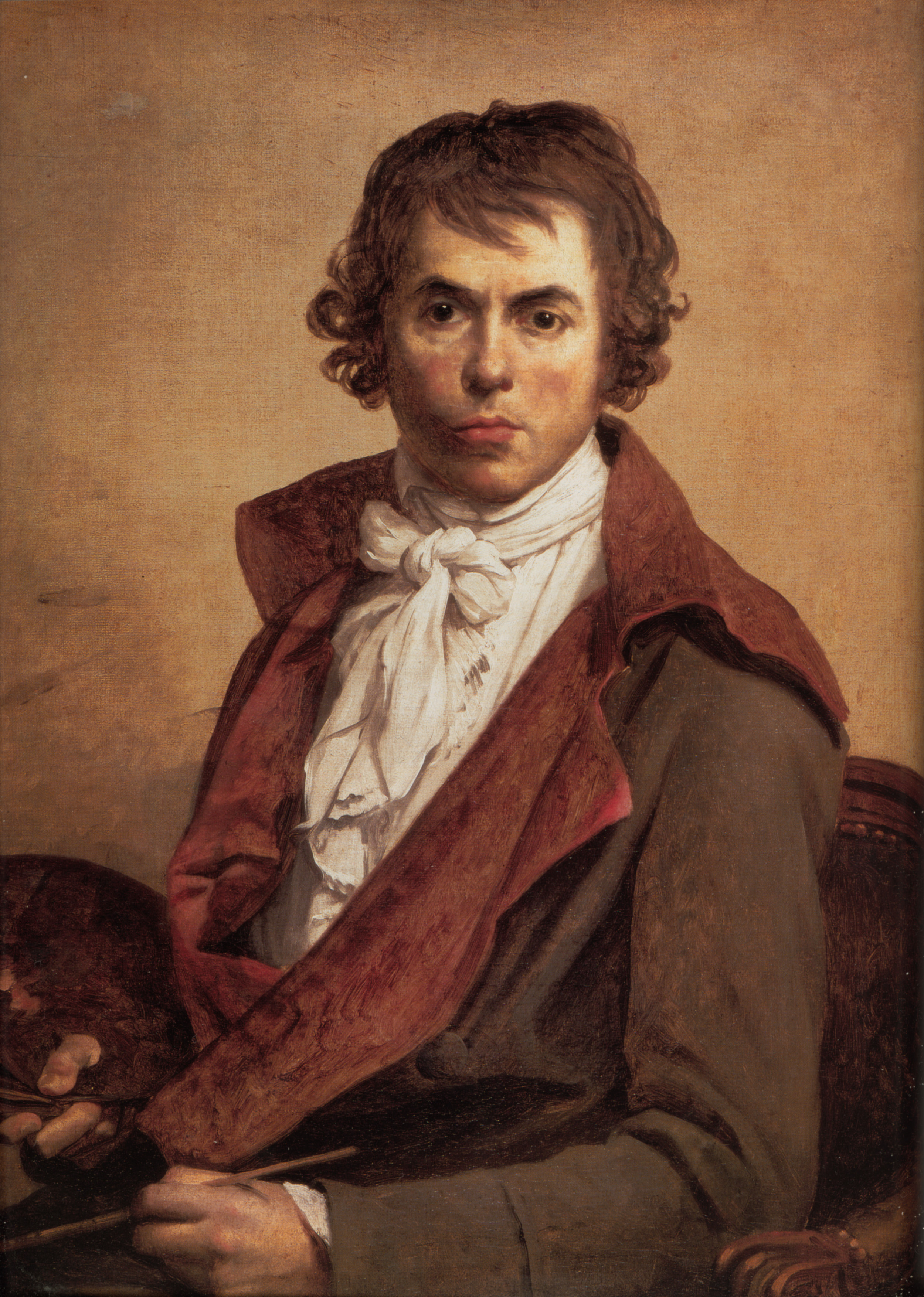
ژاک لویی داوید، نقاش فرانسوی سبک نئوکلاسیسیسم

- آنتوان ایگناس ملینگ، نقاش، معمار فرانسوی-آلمانی
- آنتوان واتئو، نقاش فرانسوی
- اتین موریس فالکونت، پیکرتراش فرانسوی
- ادمه بوشاردون، پیکرتراش فرانسوی
- الکساندر کوکورینوف، معمار روسی
- ایوان مارتوس، پیکرتراش روسی
- بارتولومو راسترلی، معمار روسی ایتالیایی‌زاده
- برناردو بلوتو، نقاش ایتالیایی
- توماس گینسبورو، نقاش انگلیسی
- جاشوا رینولدز، نقاش انگلیسی
- جاکوب فیلیپ هکرت، نقاش آلمانی
- جان سینگلتون کاپلی، نقاش آمریکایی
- جوزپه کاستیگلیون، نقاش و معمار ایتالیایی مبلغ در چین
- جوزپه گریسونی، نقاش ایتالیایی
- جیان تینکسی، هنرمند و پژوهشگر چینی
- جیوانی باتیستا پیرانسی، نقاش ایتالیایی
- جیوانی باتیستا تیپولو، نقاش ونیزی
- جیوانی پائولو پانینی، نقاش ایتالیایی
- دومنیکو ترزینی، معمار روسی ایتالیایی‌زاده
- دیمیتری لویتزکی، نقاش روسی
- رابرت لورین، پیکرتراش فرانسوی
- ژاک لویی داوید، نقاش فرانسوی
- ژان اتین لیوتارد، نقاش سوییسی
- ژان باپتیست سیمون شاردین، نقاش فرانسوی
- ژان باپتیست گروز، نقاش فرانسوی
- ژان باپتیست لمون، پیکرتراش فرانسوی، شاگرد پدرش
- ژان لویی لمون، پیکرتراش فرانسوی
- ژان هونوره فراگونارد، نقاش فرانسوی
- سوزوکی هارونبو، نقاش ژاپنی
- فرانچسکو گواردی، نقاش ایتالیایی
- فرانسوا بوشه، نقاش فرانسوی
- فرانسیسکو گویا، نقاش اسپانیایی
- کارل بلانک، معمار روسی
- کانالتو، نقاش ایتالیایی
- کیتاگاوا اوتامارو، گراورساز و نقاش ژاپنی
- گئورگ ونزسلاوس فون نوبلسدورف، نقاش و معمار آلمانی
- گای کی، نقاش و شاعر چینی
- گیاکومو کارنگی، معمار روسی ایتالیایی‌زاده
- گیلبرت استوارت، نقاش آمریکایی
- لئونارد کوکورانت، نقاش ایتالیایی
- لویی مونتویر، معمار بلژیکی
- لوییجی وانویتللی، معمار ایتالیایی
- ماتئوس دانیل پوپلمان، معمار آلمانی
- ماتوی کازاکف، معمار روسی
- میخائیل ایوانویچ کازلوفسکی، پیکرتراش روسی
- میخائیل زمتزوف، معمار روسی
- میشل بنوئیست، نقاش و معمار فرانسوی مبلغ در چین
- نیشیکاوا سوکنوبو، گراورساز و معلم ژاپنی
- واسیلی باژنوف، معمار روسی
- ولادیمیر بوروویکوفسکی، نقاش روسی
- ویلیام بلیک، شاعر و هنرمند انگلیسی
- ویلیام هوگارت، نقاش و کنده‌کار انگلیسی
- یوان می، نقاش، شاعر و مقاله‌نویس چینی
- یوری فلتن، معمار روسی
- یوهان برنارد فیشر فون ارلاخ، معمار اتریشی
- یوهان لوکاس فون هیلدربانت، معمار اتریشی-ایتالیایی

### نویسندگان و شاعران
- آن رادکلیف، رمان‌نویسی انگلیسی

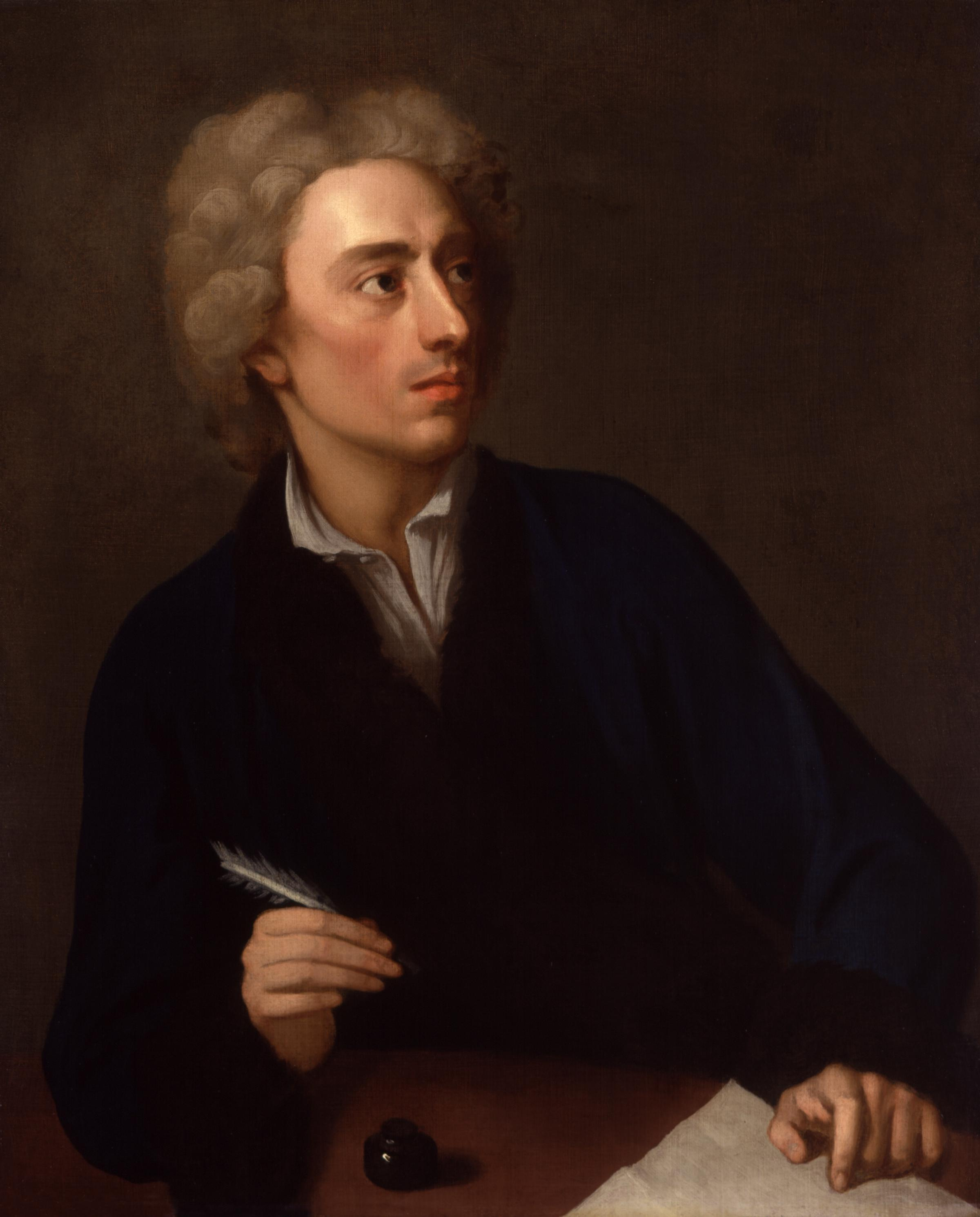
الکساندر پوپ شاعر و منتقد انگلیسی

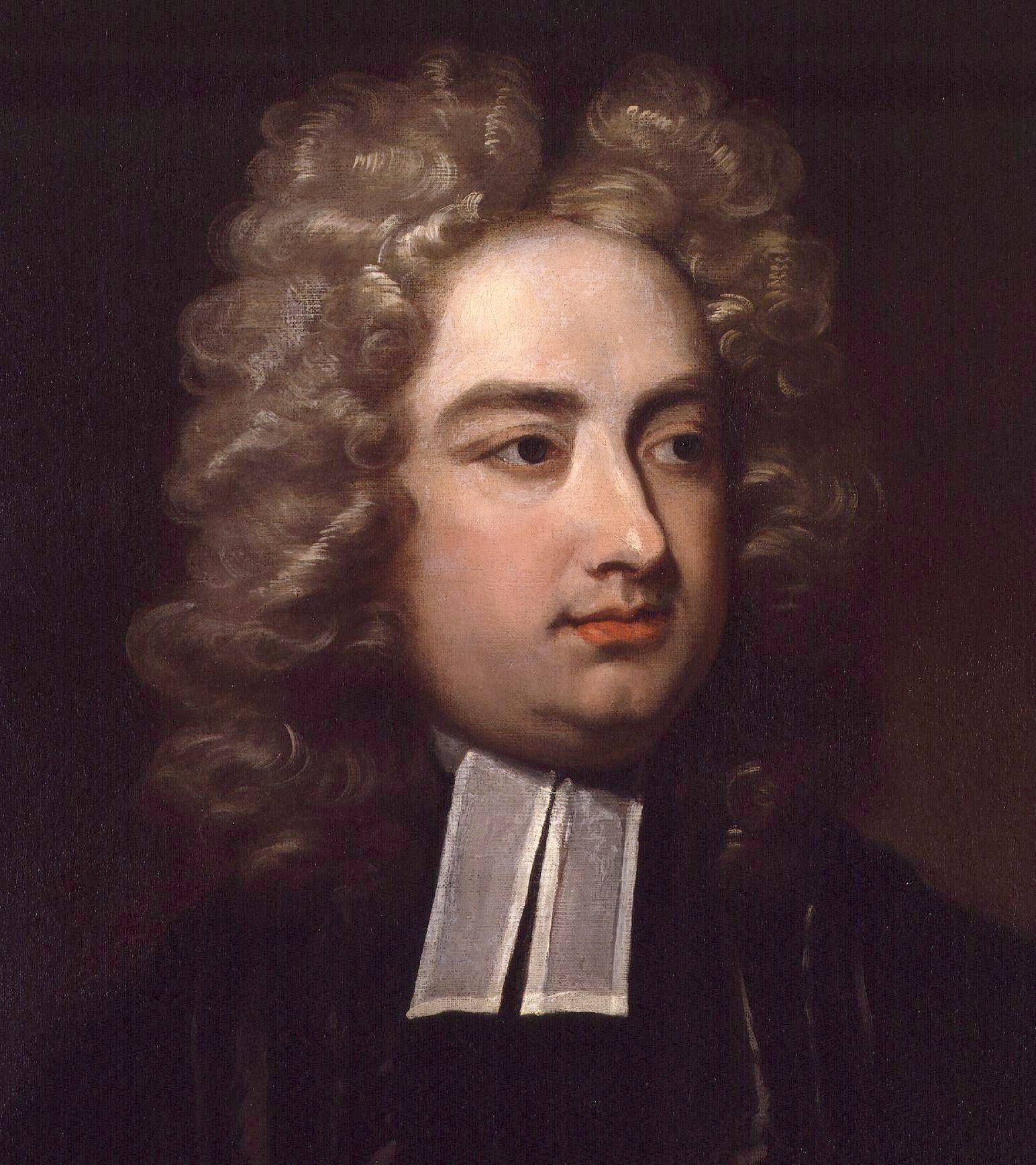
جاناتان سوییفت هجونویس، شاعر و نویسنده رساله‌های سیاسی

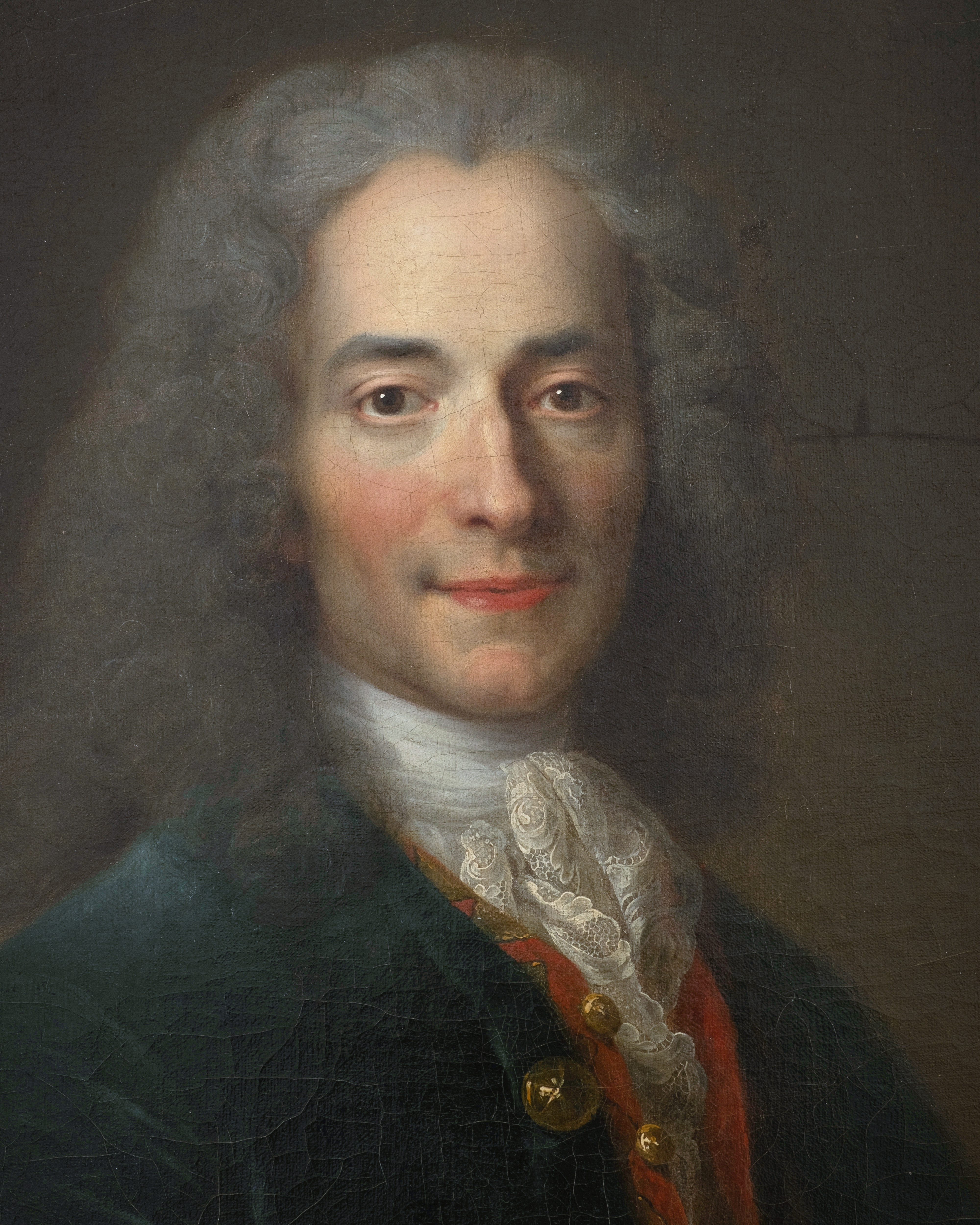
ولتر، نویسنده و فیلسوف فرانسوی عصر روشنگری

- آنا لاتیتیا باربالد، شاعر، مقاله‌نویس، نویسنده کودکان انگلیسی
- الکساندر پوپ، شاعر انگلیسی
- الیزا هیوود، نویسنده انگلیسی
- الیور گلداسمیت، نویسنده، شاعر و نمایشنامه‌نویس انگلیسی-ایرلندی
- اودا آکیناری، نویسنده ژاپنی
- پو سونگلینگ، نویسنده داستان کوتاه چینی
- پیر بومارشیه، نویسنده فرانسوی
- پیر شودرلو دو لاکلو، نویسنده فرانسوی
- توماس گری، شاعر، پژوهشگر و آموزگار انگلیسی
- جان نیوبری، ناشر انگلیسی ادبیات کودکان
- جاناتان سویفت، هجونویس ایرلندی-انگلیسی
- جسپر ملکور دوجوولانوس، نویسنده اسپانیایی
- جیمز باسول، زندگی‌نامه‌نویس اسکاتلندی
- جین آستن، نویسنده انگلیسی
- دانیل دفو، رمان‌نویس و روزنامه‌نگار انگلیسی
- رابرت برنز، شاعر اسکاتلندی
- رابرت ساوثی، زندگی‌نامه‌نویس و شاعر انگلیسی
- رامپرساد سن، شاعر و خواننده بنگالی
- ژان پل مارا، روزنامه‌نگار فرانسوی
- ساداک کامالاکانتا، شاعر هندی
- ساموئل جانسون، نویسنده، لغت‌نویس، شاعر و منتقد ادبی بریتانیایی
- ساموئل ریچاردسون، رمان‌نویس انگلیسی
- شارلوت ترنر اسمیت، نویسنده انگلیسی
- شارلون لنوکس، رمان‌نویس و شاعر انگلیسی
- فرانسیس برنی، رمان‌نویس انگلیسی
- فردریش شیلر، نویسنده آلمانی
- فرنک کازینکزی، نویسنده مجار
- کائو خوکین، نویسنده چینی
- کارلو گلدانی، نمایشنامه‌نویس ایتالیایی
- کارلو گوتزی، نمایشنامه‌نویس ایتالیایی
- کریستوفر اسمارت، شاعر و بازیگر انگلیسی
- گیاکومو کاسانوا، نویسنده و ماجراجوی ونیزی
- لورنس استرن، نویسنده ایرلندی-انگلیسی
- لی روژن، رمان‌نویس چینی
- لیانگ دشنگ، نویسنده و شاعر چینی
- مارکی دوساد، فیلسوف و نویسنده فرانسوی
- ماریا اجورث، رمان‌نویس انگلیسی-ایرلندی
- متیو لویس، رمان‌نویس و نمایشنامه‌نویس انگلیسی
- مری ولستون‌کرافت، نویسنده فمینیست بریتانیایی
- نیکولا بویلو دپریو، شاعر و منتقد ادبی فرانسوی
- هستر ترال، خاطره‌نویس انگلیسی
- هنری فیلدینگ، رمان‌نویس انگلیسی
- هنری مکنزی، رمان‌نویس اسکاتلندی
- هوراس والپول، سیاستمدار و نویسنده انگلیسی
- هونور میرابو، نویسنده و سیاستمدار فرانسوی
- والتر اسکات، شاعر و رمان‌نویس اسکاتلندی
- ولتر، فیلسوف و نویسنده فرانسوی
- وو جینگزی، نویسنده چینی
- یوان می، شاعر، پژوهشگر و هنرمند چینی
- یوهان ولفگانگ فون گوته، نویسنده آلمانی

### فیلسوفان و دین‌شناسان

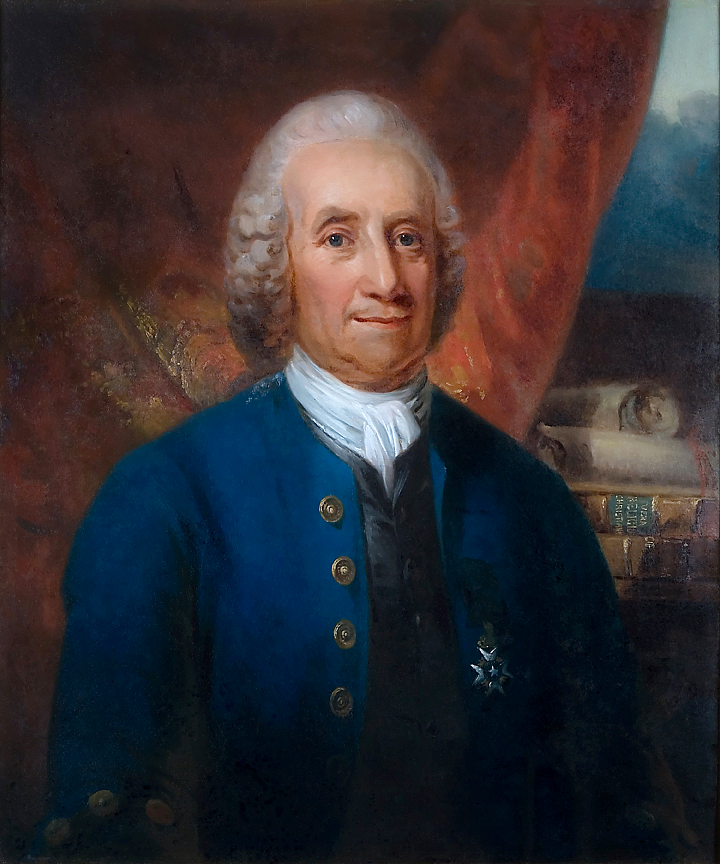
امانوئل سویدنبرگ، عالم و عارف سوئدی

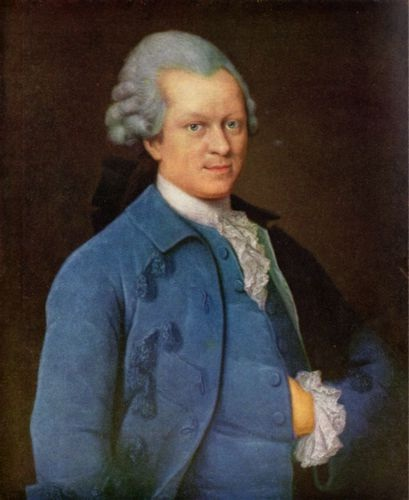
گوتهولد افرایم لسینگ، فیلسوف و منتقد ادبی و نویسنده اهل آلمان

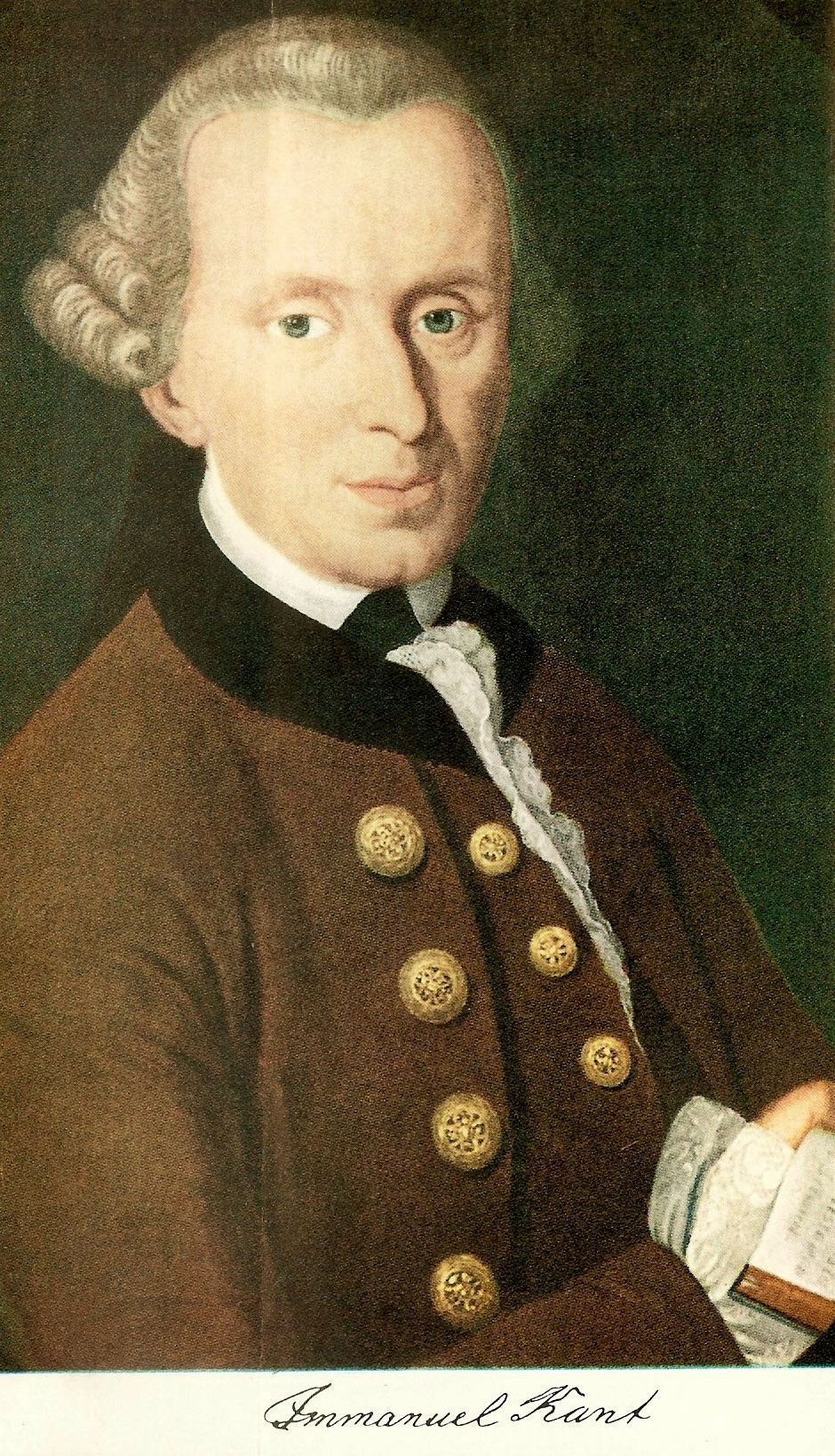
ایمانوئل کانت، فیلسوف آلمانی و مبدع منطق استعلایی که از نخستین پیشگامان ایدئالیسم آلمانی بود و بیشتر به جهت نقد های سه گانه خویش یعنی (نقد عقل محض ، نقد قوه حکم و نقد عقل عملی) معروف است.

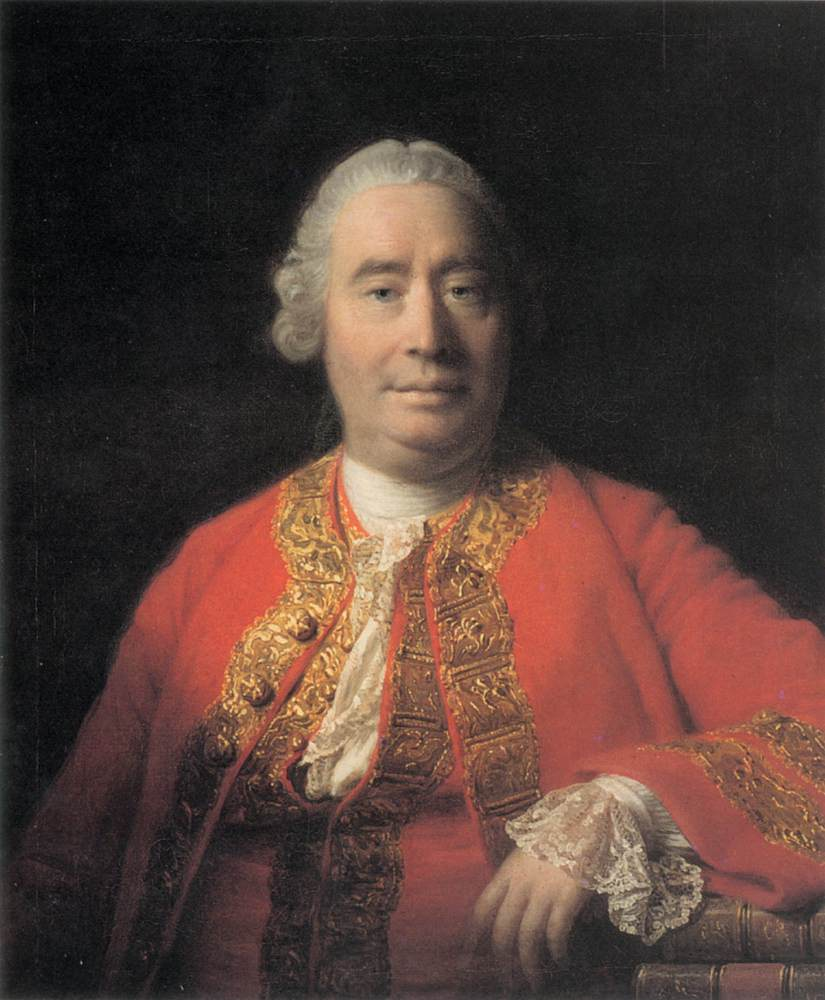
دیوید هیوم، فیلسوف اسکاتلندی فایده گرا و از پیشروان مکتب تجربه‌گرایی که با نگاشتن کتاب (رساله درباره طبیعت آدمی) تاثیر بسزایی بر تفکرات عصر خود و قرون بعد از خود گذاشت.

- آرای هاکوسِکی، نویسنده، پژوهشگر و سیاستمدار ژاپنی
- آرون هال وولفسون، نویسنده، مترجم، فیلسوف و کلیمی‌شناس آلمانی
- آلفونسوس لیگوری، اسقف و قدیس ایتالیایی
- ادموند برک، فیلسوف و دولتمرد بریتانیایی
- اراسموس داروین، فیلسوف، شاعر و دانشمند انگلیسی
- الیهو پالمر، دائیست آمریکایی
- امانوئل سویدن برگ، دانشمند، متفکر و عارف سوئدی
- امانوئل کانت، فیلسوف آلمانی
- بال شم تاو، خاخام اوکراینی
- توماس پرسی، ویراستار و اسقف انگلیسی
- توماس پین، فیلسوف انگلیسی
- توماس تنیسون، اسقف اعظم کانتربری
- ژان ژاک روسو با نگاشتن کتاب قرارداد اجتماعی تاثیر بسزایی در فلسفه سیاسی قرن هجدهم گذاشت.توماس سِکِر، اسقف اعظم کانتربری
- توماس هرینگ، اسقف اعظم کانتربری
- جان پاتر، اسقف اعظم کانتربری
- جان مور، اسقف اعظم کانتربری

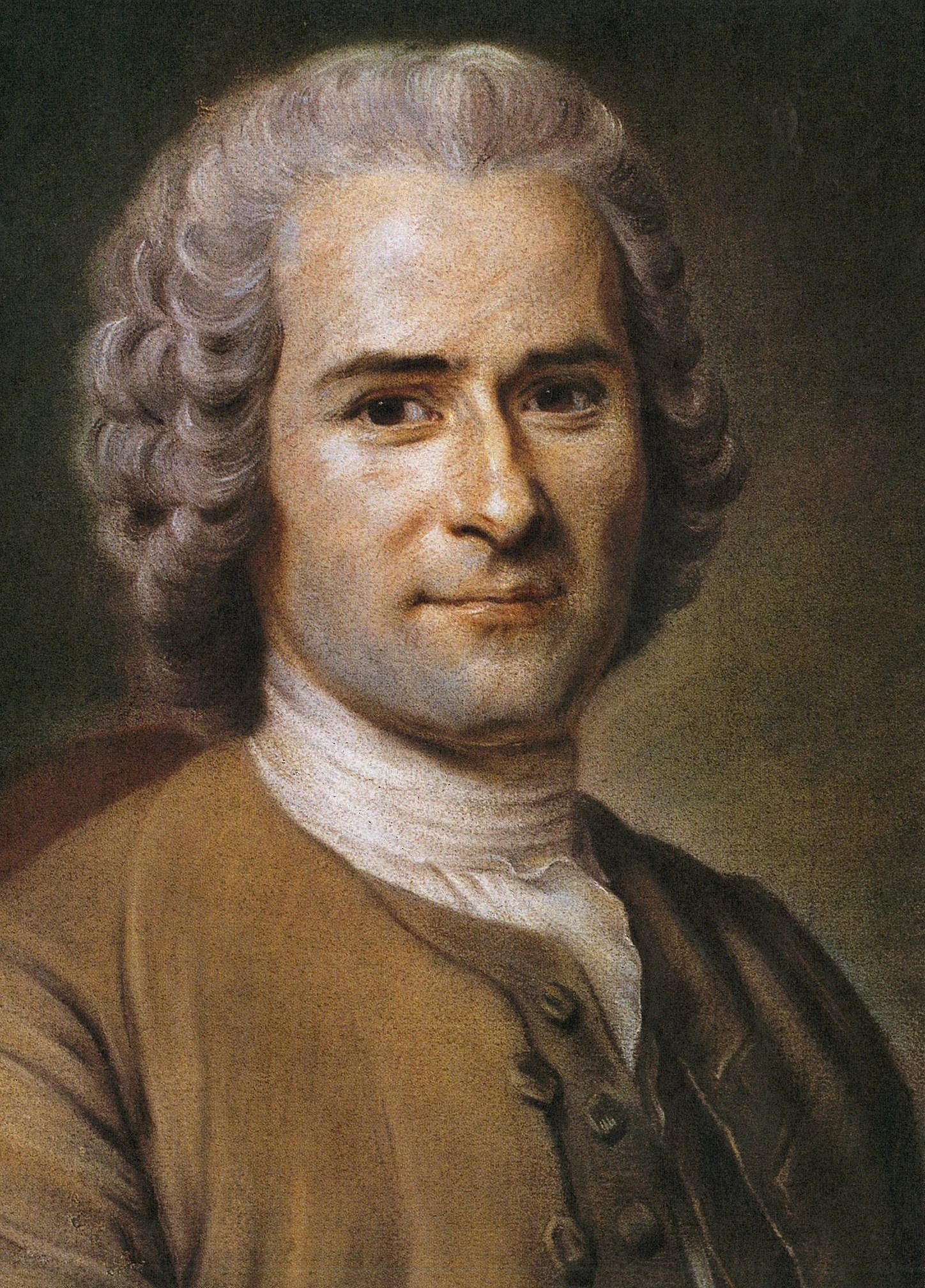
ژان ژاک روسو با نگاشتن کتاب قرارداد اجتماعی تاثیر بسزایی در فلسفه سیاسی قرن هجدهم گذاشت.

- جان وسلی، دین‌شناس انگلیسی و مبدع متدیسم
- جرج برکلی، فیلسوف تجربه‌گرای ایرلندی
- جرمی بنتام، فیلسوف و اصلاح‌طلب انگلیسی
- جوزف پرل، نویسنده، آموزگار و کلیمی‌شناس آلمانی
- جوزف دماستره، فیلسوف و دیپلمات ایتالیایی
- جیامباتیستا ویکو، فیلسوف ایتالیایی
- دنیس دیدرو، فیلسوف و نویسنده فرانسوی
- دیوید هیوم، فیلسوف اسکاتلندی
- ژان ژاک روسو، نویسنده و فیلسوف فرانسوی
- سزار بکاریا، فیلسوف و سیاستمدار ایتالیایی
- سوگیتا گنپاکو، مترجم و پژوهشگر ژاپنی
- شارل دو سکوندا (مونتسکیو) متفکر فرانسوی
- فردریک کورنوالیس، اسقف اعظم کانتربری
- کامونو مابوچی، فیلسوف ژاپنی
- کریستین توماسیوس، فیلسوف و حقوق‌دان آلمانی
- گوتهولد افرایم لسینگ، فیلسوف و نویسنده آلمانی
- متیو هاتن، اسقف اعظم کانتربری
- محمد بن عبدالوهاب، مؤسس مذهب وهابیت در اسلام
- موتواوری نوریناگا، فیلسوف و پژوهشگر ژاپنی
- موسی مندلسون، فیلسوف آلمانی
- نیکولاوس لودویگ فون زینزندورف، اسقف و نویسنده دینی آلمانی
- ویلیام گادوین، فیلسوف و رمان‌نویس انگلیسی
- ویلیام لا، دین‌شناس انگلیسی
- ویلیام وِیک، اسقف اعظم کانتربری
- یوهان گوتفرید هردر، فیلسوف، نویسنده و منتقد آلمانی

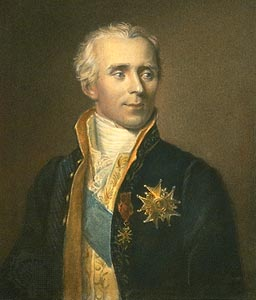
پیر سیمون لاپلاس ، ریاضیدان و متفکر فرانسوی که با ایده های چشمگیری چون جبرگرایی علمی ، عملگر و تبدیلات لاپلاس ، مطالعه مکانیک کلاسیک بر اساس حسابان ، تفسیر بیزی در احتمالات و ... را توسعه بخشید که تاثیر بسزایی در عرصه بسیاری از شاخه های فیزیک ریاضی داشت.

### دانشمندان و پژوهشگران

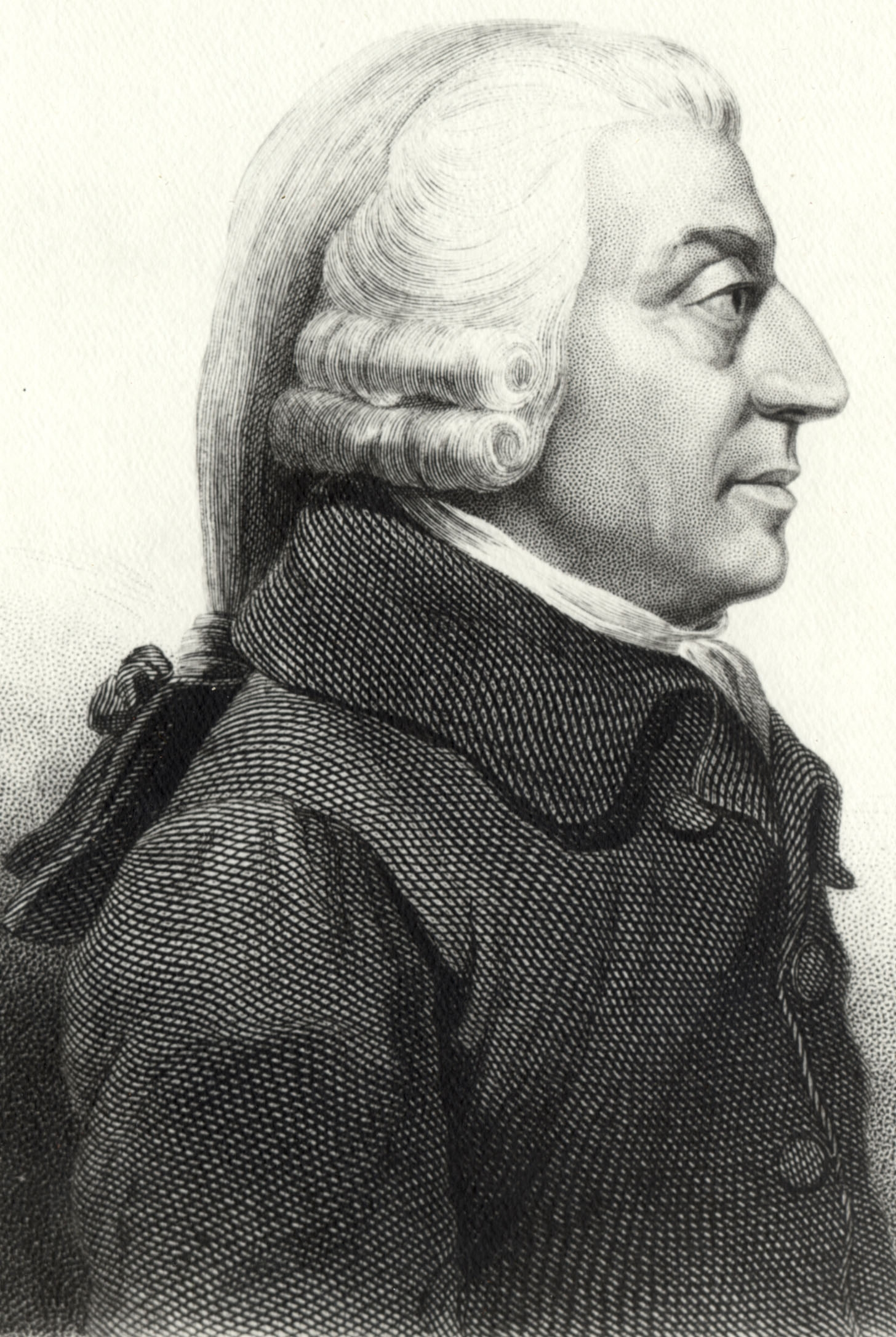
آدام اسمیت، اقتصاددان اسکاتلندی و نویسنده کتاب ثروت ملل. از وی به عنوان پدر علم اقتصاد نوین یاد میشود. چشمگیر ترین ایده های او مزیت مطلق و دست نامرئی بود که تا سالیان سال تاثیرات بسزایی بر سرنوشت جوامع گذاشت.

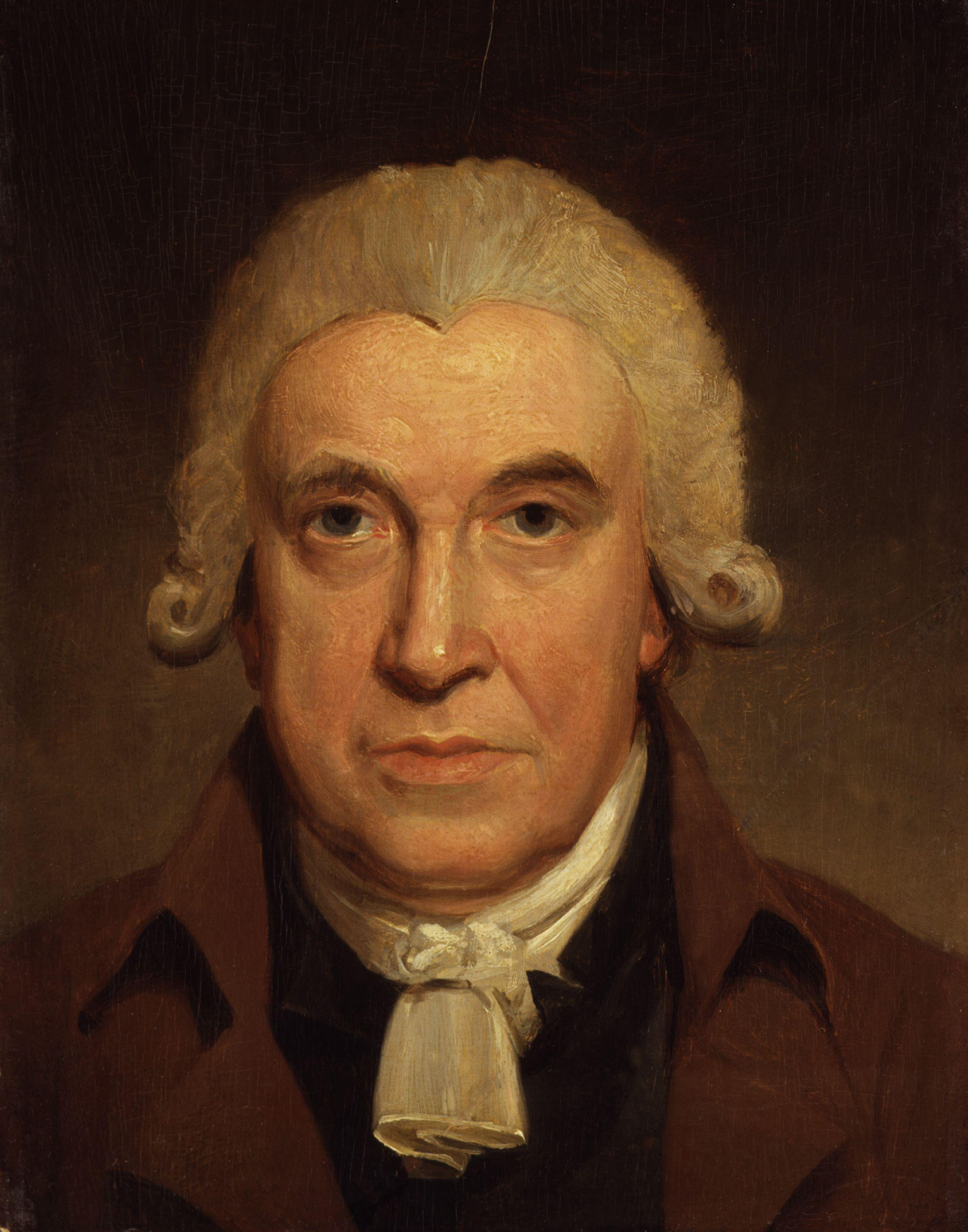
جیمز وات، پدر انقلاب صنعتی

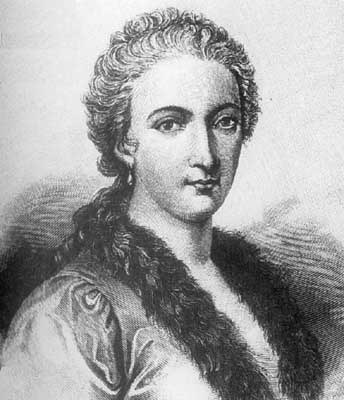
ماریا گائتانا آنیزی، زبان‌شناس، ریاضی‌دان و فیلسوف ایتالیایی نویسنده اولین کتاب حساب دیفرانسیل و انتگرال

- آدام اسمیت، فیلسوف و اقتصاددان اسکاتلندی
- آدرین-ماری لژاندر، ریاضی‌دان فرانسوی
- آنتوان لاوازیه، شیمی‌دان فرانسوی و پدر شیمی مدرن
- آنتونیو دئولوا، پوینده و دانشمند اسپانیایی
- آندرس سلسیوس، اخترشناس سوئدی
- ادموند مالون، پژوهشگر ادبی ایرلندی
- ادوارد جنر، مخترع انگلیسی واکسیناسیون
- ادوارد گیبون، تاریخ‌دان انگلیسی
- الکسیس کلارو، ریاضی‌دان فرانسوی
- اندرس کیدنیوس، فیلسوف و اقتصاددان فنلاندی
- پان لی، ریاضی‌دان و پژوهشگر چینی
- پیر سیمون لاپلاس، ریاضی‌دان و فیزیک‌دان فرانسوی
- توماس مالتوس، اقتصاددان انگلیسی
- جان اسمیتون، مهندس ساختمان و فیزیک‌دان
- جان لا، اقتصاددان اسکاتلندی
- جان وایتهرست، زمین‌شناس انگلیسی
- جرج فوردیس، فیزیک‌دان و شیمی‌دان اسکاتلندی
- جوزف بلک، شیمی‌دان اسکاتلندی (کاشف دی‌اکسیدکربن)
- جوزف بنکس، گیاه‌شناس انگلیسی
- جوزف پریستلی، شیمی‌دان
- جیمز کوک، ناوبر، پوینده و نقشه‌کش انگلیسی
- جیمز وات، مخترع و دانشمند اسکاتلندی
- دانیل برنولی، ریاضی‌دان و فیزیک‌دان سوییسی
- دای ژن، ریاضی‌دان، جغرافی‌دان، صوت‌شناس و فیلسوف چینی
- رابرت جوزف بوسکویچ، فیزیکدان، ریاضی‌دان و اخترشناس
- ژان لروند دالامبر، ریاضی‌دان، فیزیکدان و دانشنامه‌نویس فرانسوی
- ژوزف لویی لاگرانژ، ریاضی‌دان و فیزیک‌دان ایتالیایی-فرانسوی
- کارل فردریش گاوس، ریاضی‌دان، فیزیک‌دان و اخترشناس آلمانی
- کارل لینه، زیست‌شناس سوئدی
- کارل ویلهلم شیله، شیمی‌دان سوئدی (کاشف اکسیژن)
- گابریل دانیل فارنهایت، فیزیک‌دان و مهندس آلمانی
- لئونارد اویلر، ریاضی‌دان سوییسی
- لارا باسی، دانشمند ایتالیایی و نخستین استاد کالج زن در اروپا
- ماریا گائتانا آنیزی، ریاضی‌دان ایتالیایی
- میخاییل لومونوسوف، دانشمند روسی
- ویلیام جونز، زبان‌شناس انگلیسی
- هنری کاوندیش، شیمی‌دان
- یوجینیو اسپیو، دانشمند اکوادوری

### دزدان دریایی
- آن بونی
- ادوارد تیچ (توکا)
- جک رکهم
- ساموئل میسون، سرباز جنگ‌های داخلی آمریکا و دزد رودخانه‌ای

## اختراعات، اکتشافات و نوآوری‌ها

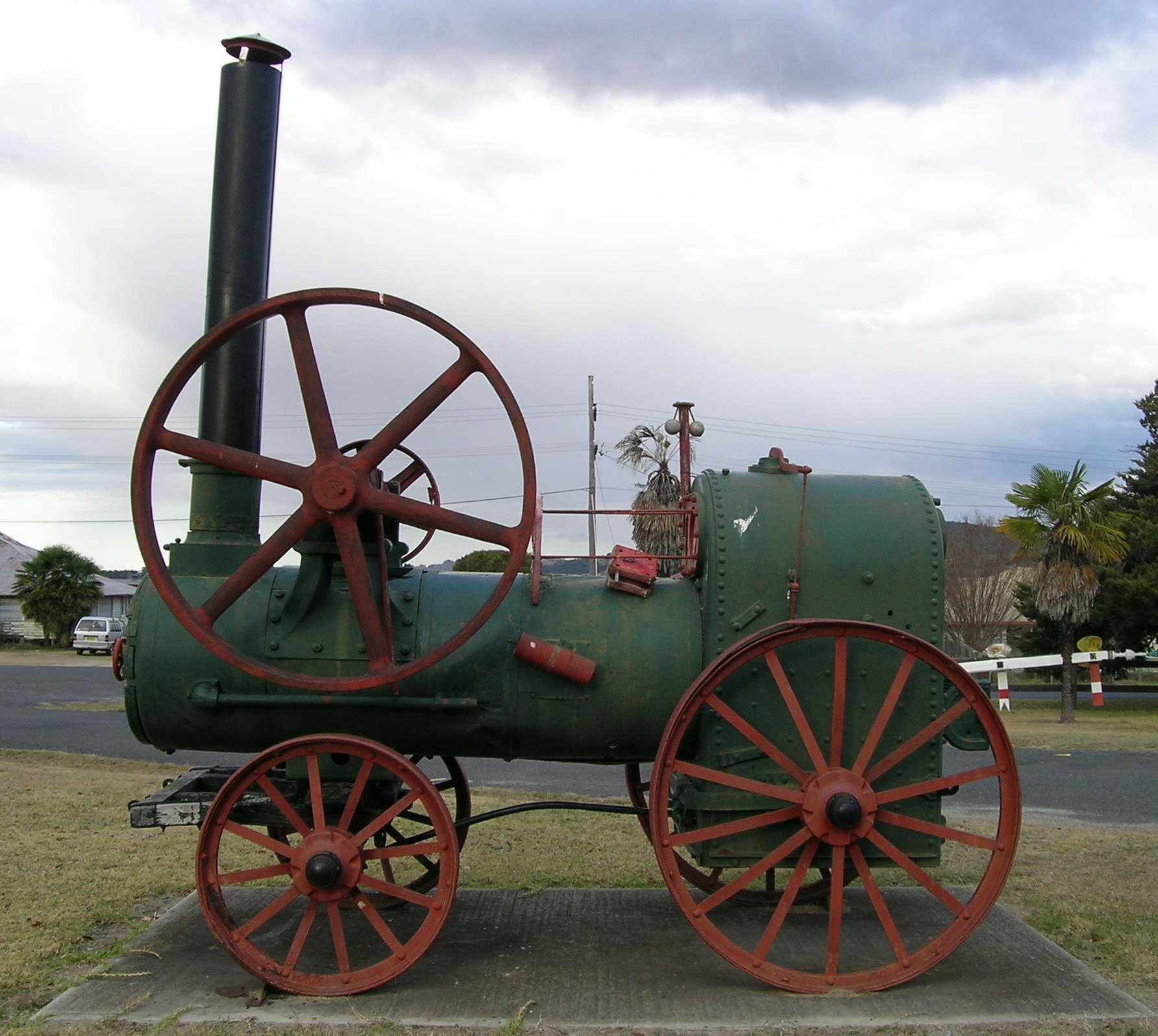
نمونه‌ای از یک ماشین بخار اولیه

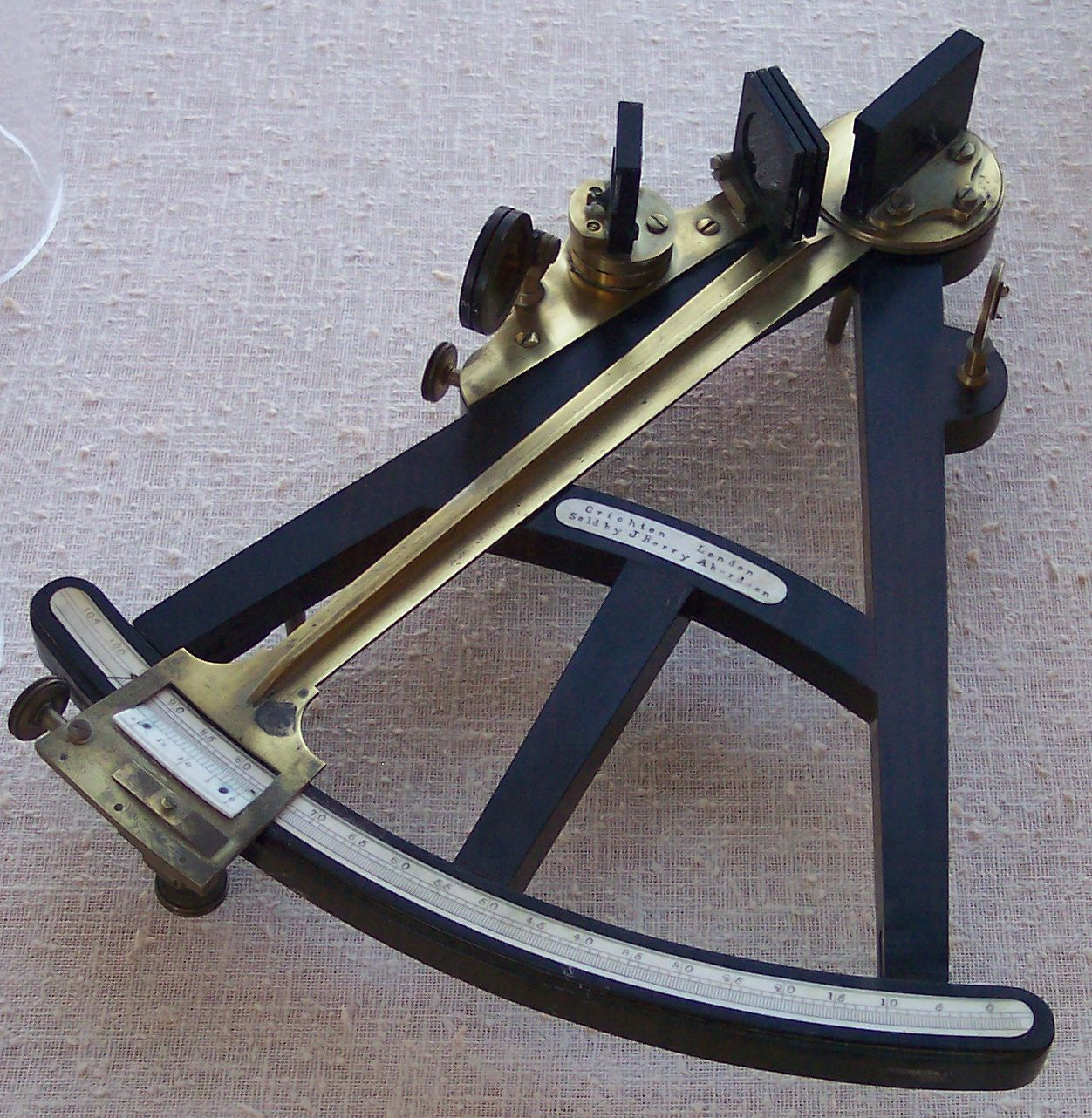
اختراع اکتنت به دقت ناوبری در دریاها کمک شایانی کرد.

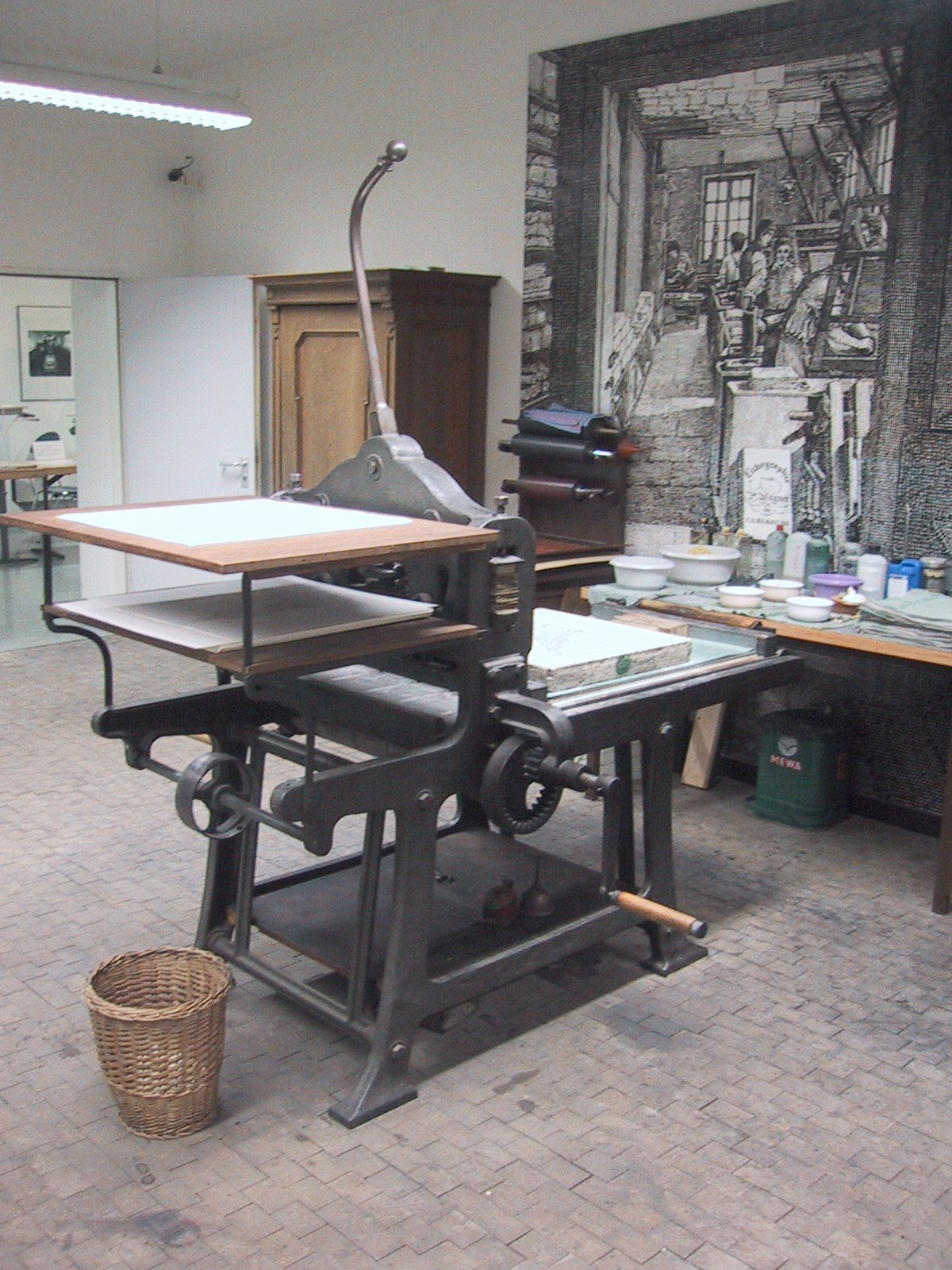
نمونه‌ای از یک دستگاه چاپ سنگی (لیتوگرافی)

- ۱۷۰۹ - (۱۰۸۸) - ساخت نخستین پیانو توسط بارتولومو کریستوفوری
- ۱۷۱۱ - (۱۰۹۰) - اختراع دیاپازون توسط جان شور
- ۱۷۱۲ - (۱۰۹۱) - اختراع موتور بخار توسط توماس نیوکامن
- ۱۷۱۴ - (۱۰۹۳) - اختراع دماسنج جیوه‌ای توسط دانیل گابریل فارنهایت
- ۱۷۱۷ - (۱۰۹۶) - آزمایش موفقیت‌آمیز آلت غواصی توسط ادموند هالی
- ۱۷۳۰ - (۱۱۰۹) - توسعه ابزار ناوبری اکتنت توسط جان هدلی در انگلستان و توماس گادفری در آمریکا
- ۱۷۳۳ - (۱۱۱۲) - اختراع ماکوی پروازی توسط جان کی
- ۱۷۳۶ - (۱۱۱۵) - اروپایی‌ها با کائوچو مواجه شدند. این اکتشاف توسط شارل ماری دو لا کاندامین در سفری به آمریکای جنوبی انجام شد.
- ۱۷۴۰ - (۱۱۱۹) - توسعه فولاد مدرن توسط بنجامین هانتزمن
- ۱۷۴۱ - (۱۱۲۰) - کشف سرزمین آلاسکا توسط ویتوس برینگ
- ۱۷۴۵ - (۱۱۲۴) - اختراع بطری لیدن توسط اوالد گئورگ فون کلیست به عنوان نخستین خازن برق
- ۱۷۵۲ - (۱۱۳۱) - اختراع برق‌گیر توسط بنجامین فرانکلین
- ۱۷۵۵ - (۱۱۳۴) - ساخت بلندترین مجسمهٔ چوبی بوداسف در معبد پونینگ شهر چنگده چین
- ۱۷۶۴ - (۱۱۴۳) - اختراع ماشین نخ‌ریسی (اسپینینگ جنی) توسط جیمز هارگرویز پیام‌آور انقلاب صنعتی
- ۱۷۶۵ - (۱۱۴۴) - توسعه موتور بخار نیوکامن توسط جیمز وات و پیشرفت فناوری‌های فولادسازی در نتیجهٔ آن
- ۱۷۶۱ - (۱۱۴۰) - حل مشکل محاسبهٔ طول جغرافیایی توسط چهارمین کرنومتر جان هریسون
- ۱۷۷۹ - ۱۷۶۸ - (۱۱۵۸ - ۱۱۴۷) - کشیدن نقشهٔ مرزهای اقیانوس آرام توسط جیمز کوک و کشف جزایر این اقیانوس توسط وی
- ۱۷۷۱ - (۱۱۵۰) - اتمام ساختمان مجتمع معابد پوتو ژنگچنگ در شهر چنگده چین
- ۱۷۸۲ - ۱۷۷۳ - (۱۱۶۱ - ۱۱۵۲) - گردآوری عظیم کتاب‌های ادبی چین در مجموعه‌ای به نام سیکو کوانشو در سلسله چینگ
- ۱۷۷۴ - (۱۱۵۳) - کشف اکسیژن توسط جوزف پریستلی
- ۱۷۷۵ - (۱۱۵۴) - نخستین سنتز اکسید نیتروس (گاز خنده) توسط جوزف پریستلی
- ۱۷۷۶ - (۱۱۵۵) - اختراع کشتی بخار توسط کلاد دو جفری
- ۱۷۷۷ - (۱۱۵۶) - اختراع اره چرخنده توسط ساموئل میلر
- ۱۷۷۹ - (۱۱۵۸) - کشف فتوسنتز توسط یان اینگنهوز
- ۱۷۸۴ - (۱۱۶۳) - اختراع عینک دوکانونی توسط بنجامین فرانکلین
- ۱۷۸۴ - (۱۱۶۳) - اختراع چراغ روغنی توسط ایمه آرگاند
- ۱۷۸۵ - (۱۱۶۴) - اختراع دستگاه بافندگی توسط ادموند کارترایت
- ۱۷۸۵ - (۱۱۶۴) - اختراع آسیاب خودکار توسط الیور اوانز
- ۱۷۸۶ - (۱۱۶۵) - اختراع ماشین خرمن‌کوب توسط اندرو مِیکل
- ۱۷۸۹ - (۱۱۶۸) - کشف قانون بقای جرم توسط آنتوان لاوازیه و پایه‌گذاری شیمی مدرن توسط وی
- ۱۷۹۸ - (۱۱۷۷) - انتشار رساله‌ای دربارهٔ واکسیناسیون آبله توسط ادوارد جنر
- ۱۷۹۸ - (۱۱۷۷) - اختراع روند چاپ سنگی توسط آلویس زنفلدر
- ۱۷۹۹ - (۱۱۷۸) - کشف سنگ رشید توسط نیروهای ناپلئون بناپارت

## آثار شاخص ادبی و فلسفی

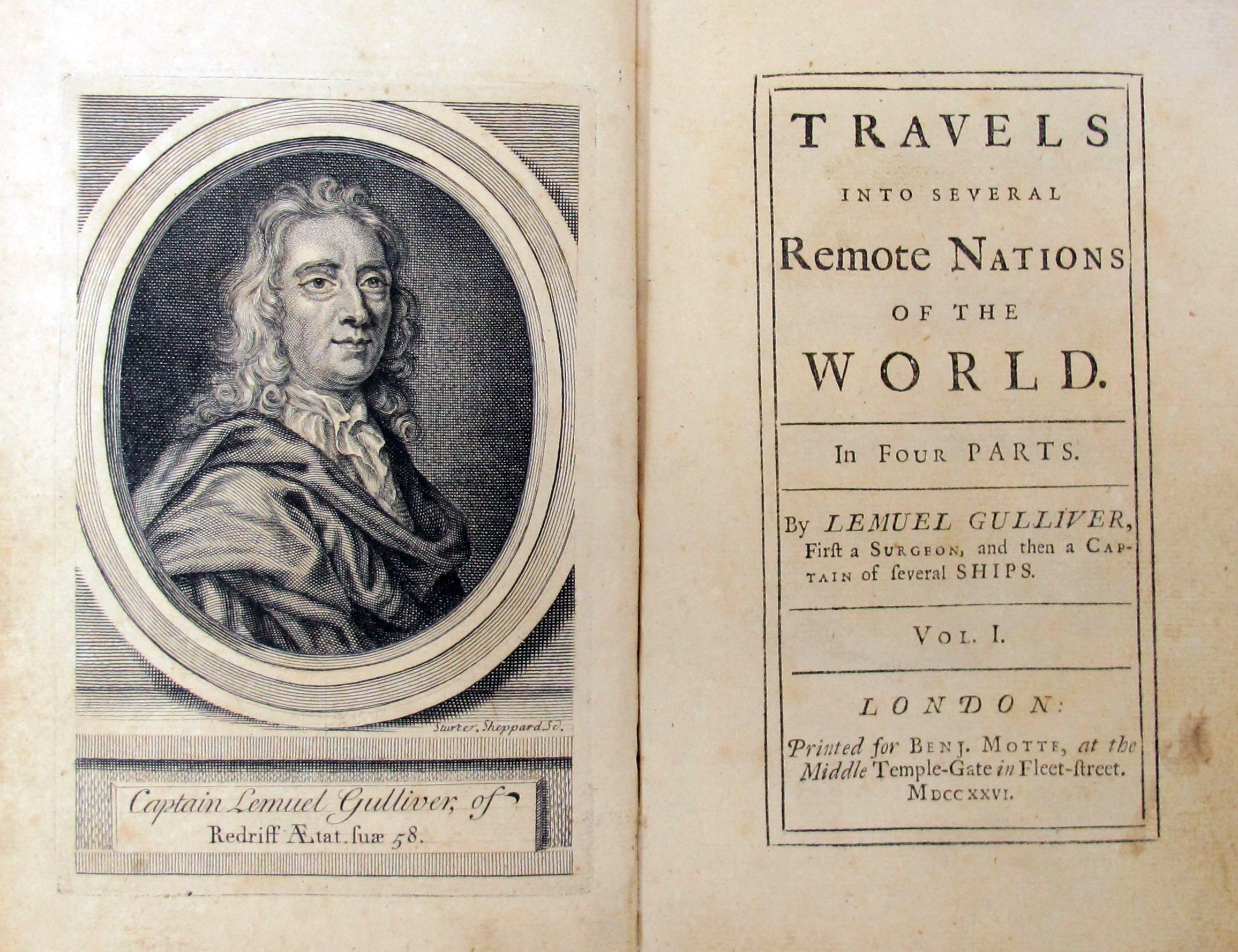
تصویر ویراست نخست کتاب سفرهای گالیور اثر جاناتان سویفت

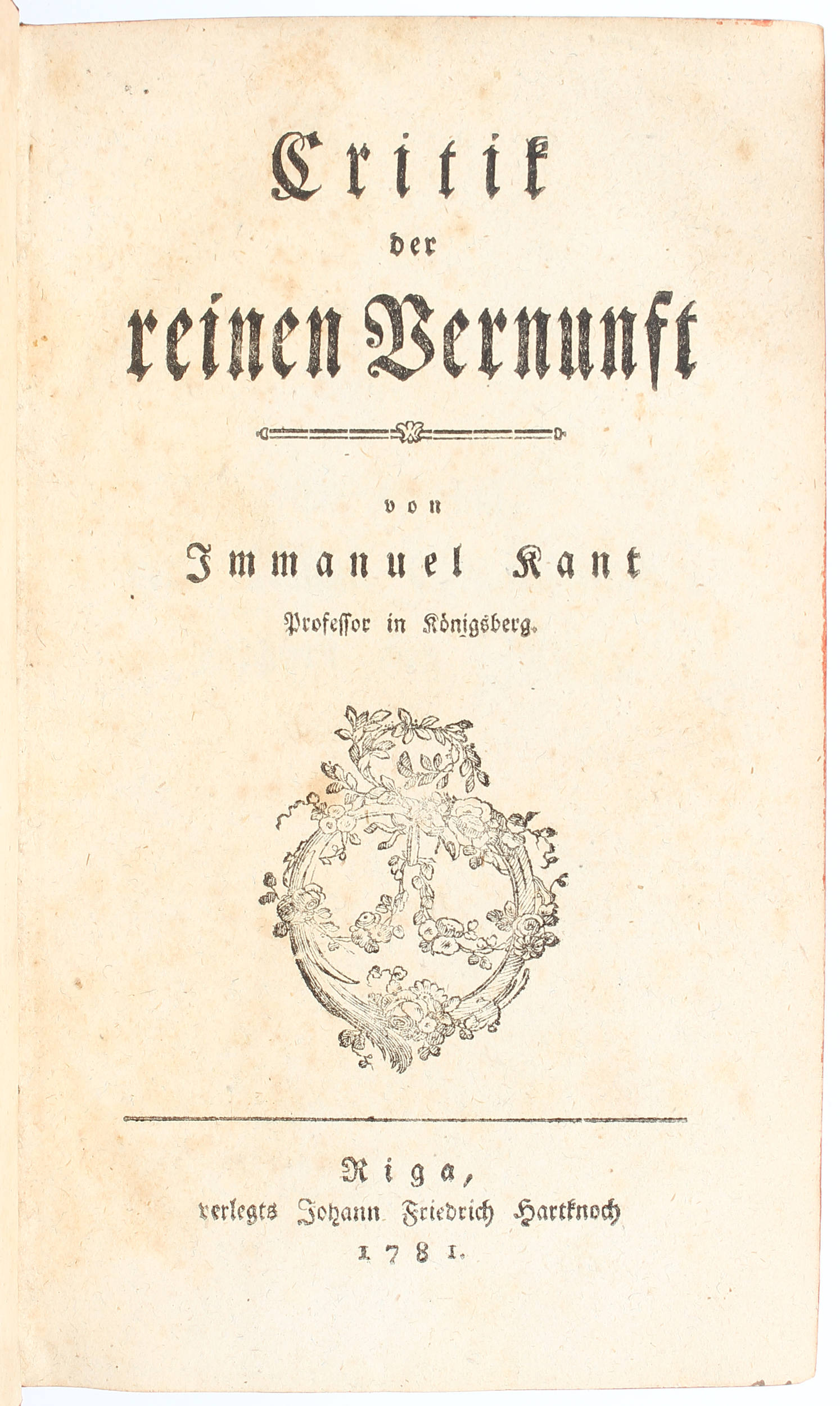
تصویر عنوان کتاب سنجش خرد ناب اثر امانوئل کانت

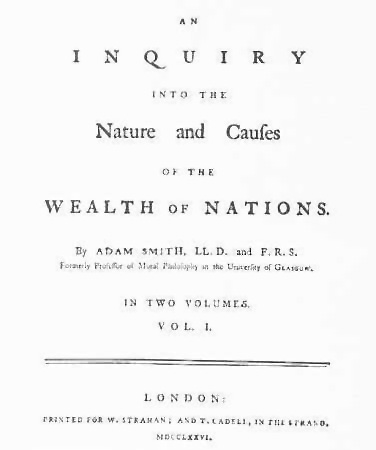
تصویر عنوان کتاب ثروت ملل اثر آدام اسمیت

- ۱۷۰۳ - (۱۰۸۲): خودکشی‌های عاشقانه در سونزاکی،[۱] اثر چیکاماتسو (اجرای اول)
- ۱۷۱۷ - ۱۷۰۴ - (۱۰۹۶–۱۰۸۳) - ترجمه هزار و یک شب[۲] به فرانسه توسط آنتوان گالند. این اثر به سرعت در اروپا مورد استقبال قرار گرفت.
- ۱۷۰۴ - (۱۰۸۳) - داستان یک تغار،[۳] اثر جاناتان سویفت (چاپ اول)
- ۱۷۱۲ - (۱۰۹۱) - یورش بر طره،[۴] الکساندر پوپ (انتشار نسخه اول)
- ۱۷۱۹ - (۱۰۹۸) - رابینسون کروزو،[۵] اثر دانیل دفو
- ۱۷۲۵ - (۱۱۰۴) - دانش جدید،[۶] اثر جیامباتیستا ویکو
- ۱۷۲۶ - (۱۱۰۵) - سفرهای گالیور،[۷] اثر جاناتان سویفت
- ۱۷۲۸ - (۱۱۰۷) - دانسید،[۸] الکساندر پوپ (انتشار نسخه اول)
- ۱۷۴۴ - (۱۱۲۳) - کتاب جیبی خوشکل[۹] نخستین کتابی است که برای کودکان تهیه شده‌است.
- ۱۷۴۸ - (۱۱۲۷) - چوچینگورا،[۱۰] (گنج ملازمان وفادار)، نمایش عروسکی پرطرفدار در ژاپن
- ۱۷۴۸ - (۱۱۲۷) - کلاریسا،[۱۱] ساموئل ریچاردسون
- ۱۷۴۹ - (۱۱۲۸) - تام جونز، کودکی سرراهی،[۱۲] اثر هنری فیلدینگ
- ۱۷۵۱ - (۱۱۳۰) - مرثیه‌ای در گورستان دهکده،[۱۳] اثر توماس گری انتشار یافت.
- ۱۷۸۵ - ۱۷۵۱ - (۱۱۶۴–۱۱۳۰) - دانشنامه فرانسوی
- ۱۷۵۵ - (۱۱۳۴) - فرهنگ زبان انگلیسی،[۱۴] اثر ساموئل جانسون
- ۱۷۵۹ - (۱۱۳۸) - ساده‌دل،[۱۵] اثر ولتر
- ۱۷۵۹ - (۱۱۳۸) - نظریهٔ احساسات اخلاقی،[۱۶] اثر آدام اسمیت
- ۱۷۶۷ - ۱۷۵۹ - (۱۱۴۶–۱۱۳۸) - تریسترام شندی،[۱۷] اثر لارنس استرن
- ۱۷۶۲ - (۱۱۴۱) - امیل: رساله‌ای در باب آموزش و پرورش،[۱۸] اثر ژان ژاک روسو
- ۱۷۶۲ - (۱۱۴۱) - قرارداد اجتماعی،[۱۹] اثر ژان ژاک روسو
- ۱۷۷۴ - (۱۱۵۳) - رنج‌های ورتر جوان،[۲۰] اثر گوته (چاپ اول)
- ۱۷۷۶ - (۱۱۵۵) - داستان‌های مهتاب و باران،[۲۱] اثر یودا آکیناری
- ۱۷۷۶ - (۱۱۵۵) - ثروت ملل،[۲۲] بنیان نظریهٔ مدرن اقتصاد، اثر آدام اسمیت
- ۱۷۸۹ - ۱۷۷۶ - (۱۱۶۸–۱۱۵۵) - انحطاط و سقوط امپراتوری روم،[۲۳] اثر ادوارد گیبون
- ۱۷۷۹ - (۱۱۵۸) - شکوه شگفت‌انگیز،[۲۴] اثر جان نیوتون
- ۱۷۸۲ - ۱۷۷۹ - (۱۱۶۱–۱۱۵۸) - زندگینامه برجسته‌ترین شاعران انگلیسی،[۲۵] اثر ساموئل جانسون
- ۱۷۸۱ - (۱۱۶۰) - سنجش خرد ناب،[۲۶] امانوئل کانت (انتشار ویرایش اول)
- ۱۷۸۱ - (۱۱۶۰) - راهزنان،[۲۷] اثر فردریش شیلر
- ۱۷۸۲ - (۱۱۶۱) - رابطه‌های خطرناک،[۲۸] اثر پیر شودرلو دو لاکلو
- ۱۷۸۶ - (۱۱۶۵) - اشعار به گویش اسکاتلندی، اثر رابرت برنز
- ۱۷۸۸ - ۱۷۸۷ - (۱۱۶۷–۱۱۶۶) - مقاله‌های فدرالیست،[۲۹] اثر الکساندر همیلتون، جیمز مدیسون و جان جی
- ۱۷۸۸ - (۱۱۶۷) - نقد عقل عملی،[۳۰] اثر امانوئل کانت
- ۱۷۸۹ - (۱۱۶۸) - ترانه‌های معصومیت،[۳۱] اثر ویلیام بلیک
- ۱۷۹۰ - (۱۱۶۹) - سفری از سنت‌پترزبورگ به مسکو،[۳۲] اثر الکساندر رادیشچف
- ۱۷۹۰ - (۱۱۶۹) - تأملاتی درباره انقلاب فرانسه،[۳۳] اثر ادموند برک
- ۱۷۹۱ - (۱۱۷۰) - حقوق انسان،[۳۴] اثر توماس پین
- ۱۷۹۲ - (۱۱۷۱) - لیزای فقیر،[۳۵] اثر نیکولای کارامزین
- ۱۷۹۴ - (۱۱۷۳) - ترانه‌های تجربه،[۳۶] ویلیام بلیک
- ۱۷۹۸ - (۱۱۷۷) - ترانه‌های غنایی (کتاب)،[۳۷] اثر ویلیام وردزورث و ساموئل تیلر کالریج
- ۱۷۹۸ - (۱۱۷۷) - رساله‌ای در باب اصول جمعیت،[۳۸] اثر توماس مالتوس
- (میانه‌های سده ۱۸) - رؤیای تالار سرخ،[۳۹] (احتمالاً اثر کائو خوکین) یکی از مشهورترین رمان‌های چینی

## آثار شاخص موسیقی

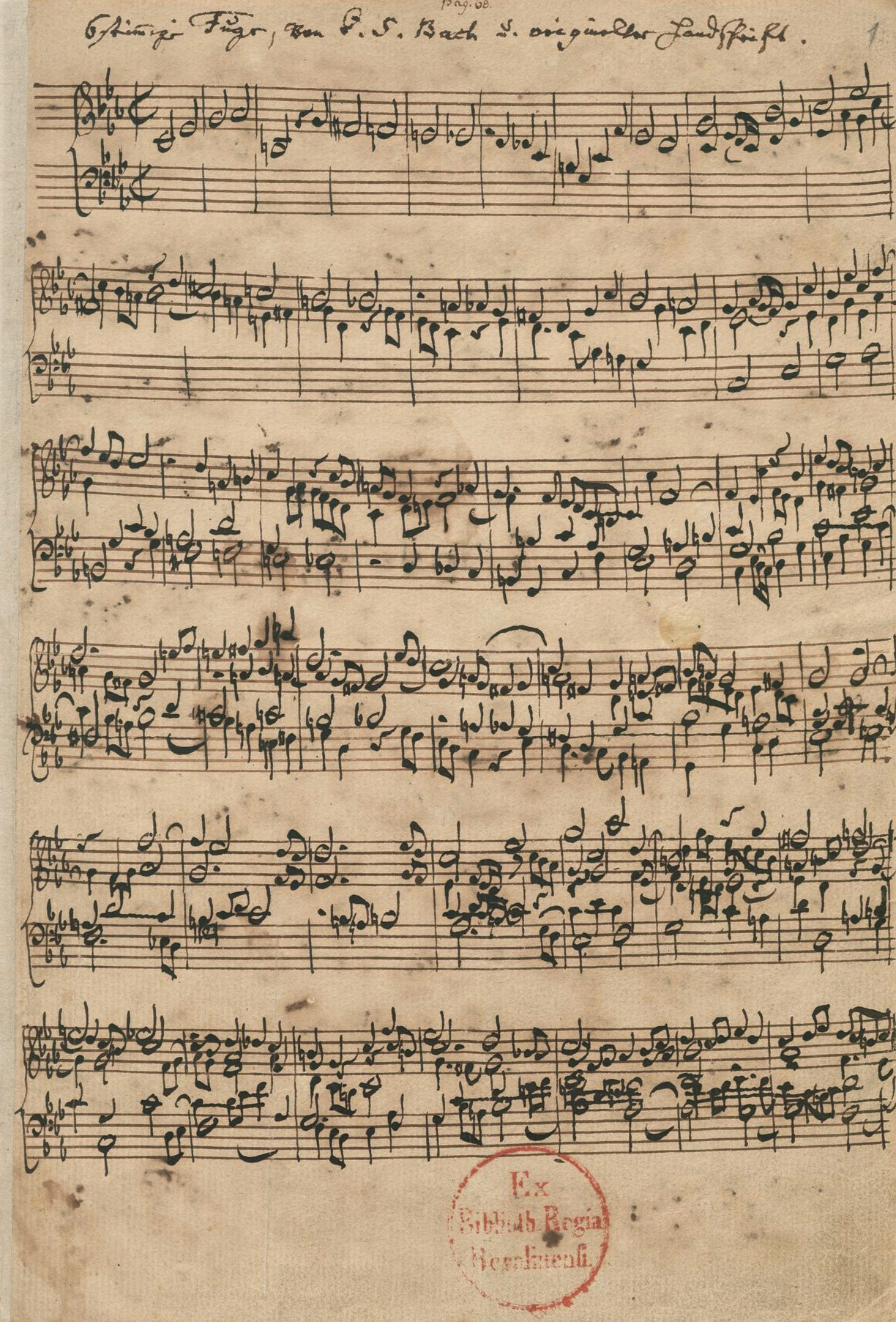
بخش آغازین فوگوی شش قسمتی به خط باخ

- ۱۷۱۱ - (۱۰۹۰) - رینالدو،[۴۰] نخستین اپرای هندل برای سالن لندن
- ۱۷۲۱ - (۱۱۰۰) - کنسرتوهای براندنبورگ،[۴۱] اثر باخ
- ۱۷۲۳ - (۱۱۰۲) - چهار فصل،[۴۲] کنسرت ویولون ساخت آنتونیو ویوالدی
- ۱۷۲۴ - (۱۱۰۳) - پاسیون به روایت یوحنای قدیس،[۴۳] باخ
- ۱۷۲۷ - (۱۱۰۶) - پاسیون به روایت متای قدیس،[۴۴] باخ
- ۱۷۳۳ - (۱۱۱۲) - ایپولیت در آریس،[۴۵] نخستین اپرا از ژان فیلیپ رامئو
- ۱۷۴۱ - (۱۱۲۰) - واریاسیون گلدبرگ[۴۶] برای هارپیسکورد، انتشار توسط باخ
- ۱۷۴۲ - (۱۱۲۱) - مسیحا،[۴۷] اوراتوریایی از هندل برای اجرا در دوبلین
- ۱۷۴۹ - (۱۱۲۸) - مس در بی مینور،[۴۸] باخ
- ۱۷۵۱ - (۱۱۳۰) - هنر فوگ،[۴۹] باخ
- ۱۷۶۲ - (۱۱۴۱) - اورفیئو و یوریدیس،[۵۰] نخستین اپرای رفرم از گلاک برای اجرا در وین
- ۱۷۸۶ - (۱۱۶۵) - ازدواج فیگارو،[۵۱] اپرایی از موتسارت
- ۱۷۸۷ - (۱۱۶۶) - دون جیووانی،[۵۲] اپرایی از موتسارت
- ۱۷۸۸ - (۱۱۶۷) - سمفونی ژوپیتر،[۵۳] (شماره ۴۱) اثر موتسارت
- ۱۷۹۱ - (۱۱۷۰) - فلوت سحرآمیز،[۵۴] اپرایی از موتسارت
- ۱۷۹۵ - ۱۷۹۱ - (۱۱۷۴–۱۱۷۱) - سمفونی‌های لندن،[۵۵] اثر هایدن
- ۱۷۹۸ - (۱۱۷۷) - آفرینش،[۵۶] اوراتوریایی از هایدن (اجرای اول)